# Kirchenbezirk Bad Urach-Münsingen
Der Evangelische Kirchenbezirk Bad Urach-Münsingen ist einer von 43 Kirchenbezirken bzw. Kirchenkreisen der Evangelischen Landeskirche in Württemberg. Sein Gebiet ist deckungsgleich mit den Dekanaten Bad Urach und Münsingen.

## Geografie
Der Kirchenbezirk Bad Urach-Münsingen liegt im Süden der württembergischen Landeskirche. Sein Gebiet umfasst den Osten des Landkreises Reutlingen und angrenzende Gebiete im Westen des Alb-Donau-Kreises sowie im Süden des Landkreises Esslingen.
Zum Bezirk gehört das Gebiet der politischen Städte und Gemeinden Bad Urach, Bempflingen, Dettingen an der Erms, Ehingen (Donau) (nur Stadtteil Mundingen), Engstingen, Gomadingen, Grabenstetten, Hayingen, Heroldstatt, Hohenstein, Hülben, Laichingen (ohne Stadtteile Machtolsheim und Suppingen), Lauterach, Mehrstetten, Metzingen, Münsingen, Neuffen (nur Stadtteil Kappishäusern), Reutlingen (nur Stadtteile Mittelstadt und Reicheneck), Riederich, Römerstein, St. Johann (ohne den Ortsteil Ohnastetten), Schelklingen (ohne Kernstadt und Stadtteile Hausen ob Urspring und Schmiechen), Trochtelfingen (nur Stadtteil Wilsingen), Westerheim und Zwiefalten.

### Nachbarkirchenbezirke
Der Kirchenbezirk Bad Urach grenzt an folgende Kirchenbezirke (beginnend im Nordwesten): Nürtingen, Kirchheim unter Teck (beide Prälatur Stuttgart), Geislingen-Göppingen, Blaubeuren und Biberach (alle Prälatur Ulm) sowie den Kirchenbezirk Reutlingen (Prälatur Reutlingen).

## Geschichte
Das Gebiet des heutigen Kirchenbezirks Bad Urach-Münsingen gehört großenteils zum alten Kernland Württembergs, das ab 1534 die Reformation einführte, so dass das Gebiet fast ganz evangelisch geprägt ist. Es gibt daher in fast jedem Dorf auch eine evangelische Kirchengemeinde und eine meist alte Kirche. In den meisten Orten zogen Katholiken überwiegend erst nach dem Zweiten Weltkrieg zu.
Gebiete im Süden des Kirchenbezirks gehörten jedoch zum Kloster Zwiefalten. Dieses Gebiet blieb nach der Reformation katholisch. Hier zogen überwiegend erst nach dem Zweiten Weltkrieg evangelische Bewohner zu und es wurden evangelische Kirchengemeinden gegründet.
Der heutige Kirchenbezirk entstand am 1. Dezember 2013 aus der Fusion der beiden Kirchenbezirke Bad Urach und Münsingen.

## Leitung des Kirchenbezirks
Die Leitung des Kirchenbezirks obliegt der Bezirkssynode, dem Kirchenbezirksausschuss (KBA) und dem Geschäftsführenden Dekan / der Geschäftsführenden Dekanin.
Auch im fusionierten Kirchenbezirk gibt es weiterhin zwei Dekane/Dekaninnen, jedoch hat nach dem Willen der Kirchenleitung nur eine(r) die Kirchenbezirksleitung und trägt daher den Titel „Geschäftsführender Dekan / Geschäftsführende Dekanin“. Für eine Übergangszeit nach dem Ruhestand des Bad Uracher Dekans lag die Geschäftsführung beim Dekan in Münsingen. Mit dessen Zurruhesetzung zum 1. April 2016 ging die Geschäftsführung dauerhaft auf Bad Urach über. Die beiden Stelleninhaber(innen) verantworten unterschiedliche Aufgabenfelder und teilen sich die Visitationen im gesamten Kirchenbezirk. Derzeit leitet Dekan Michael Karwounopoulos den Kirchenbezirk.
Letzter Dekan des Kirchenbezirks Bad Urach
- 1998–2014: Harald Klingler (* 1950)

Letzter Dekan des Kirchenbezirks Münsingen
- 2008–2014: Michael Scheiberg (* 1950)

Geschäftsführender Dekan des Kirchenbezirks Bad Urach-Münsingen
- 2014–2016: Michael Scheiberg
- seit 2016: Michael Karwounopoulos (* 1963)

Dekan des Kirchenbezirks Bad Urach-Münsingen
- 2014–2016: Michael Karwounopoulos
- Seit 2017: Norbert Braun (* 1962)

## Kirchengemeinden

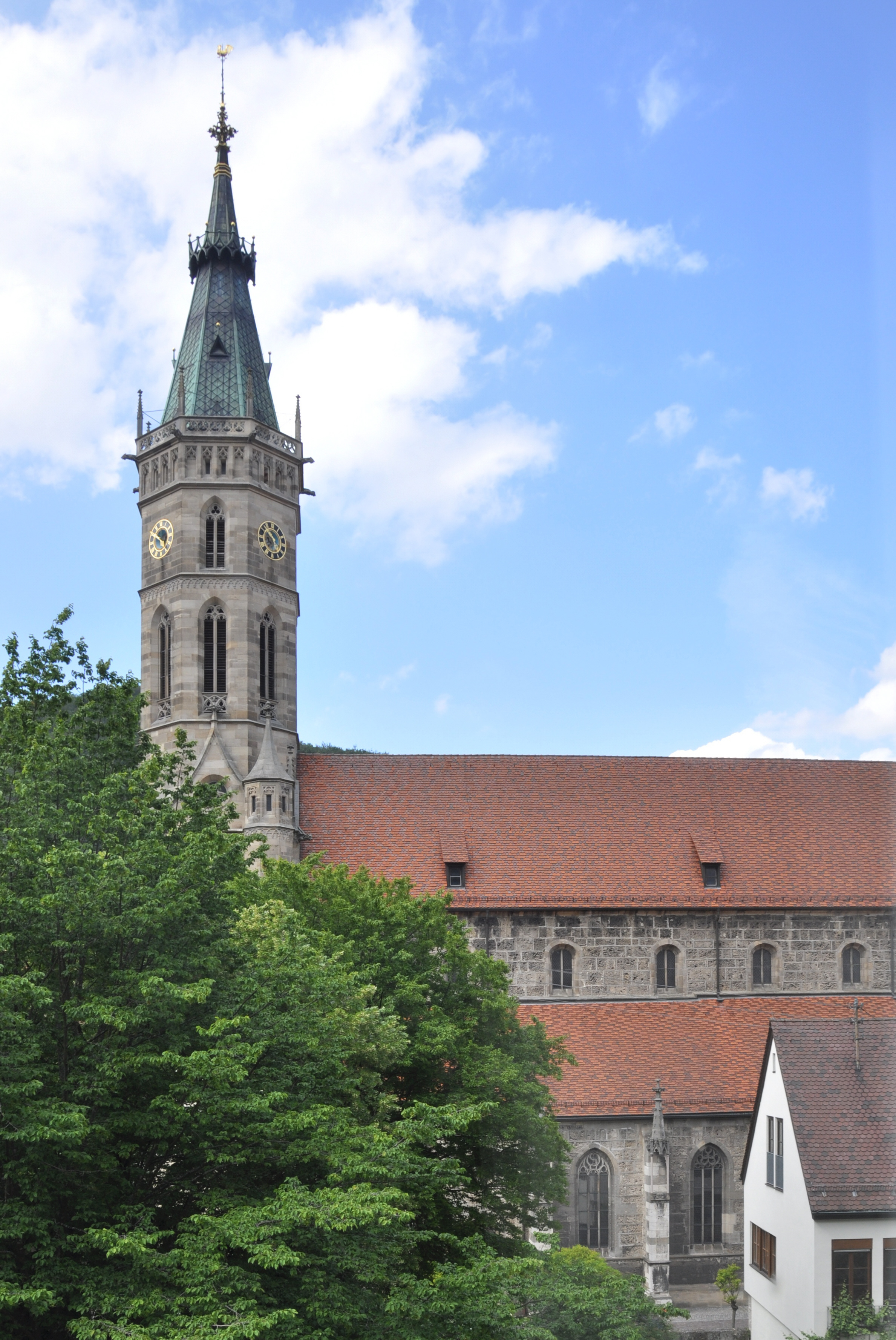
Amanduskirche Bad Urach

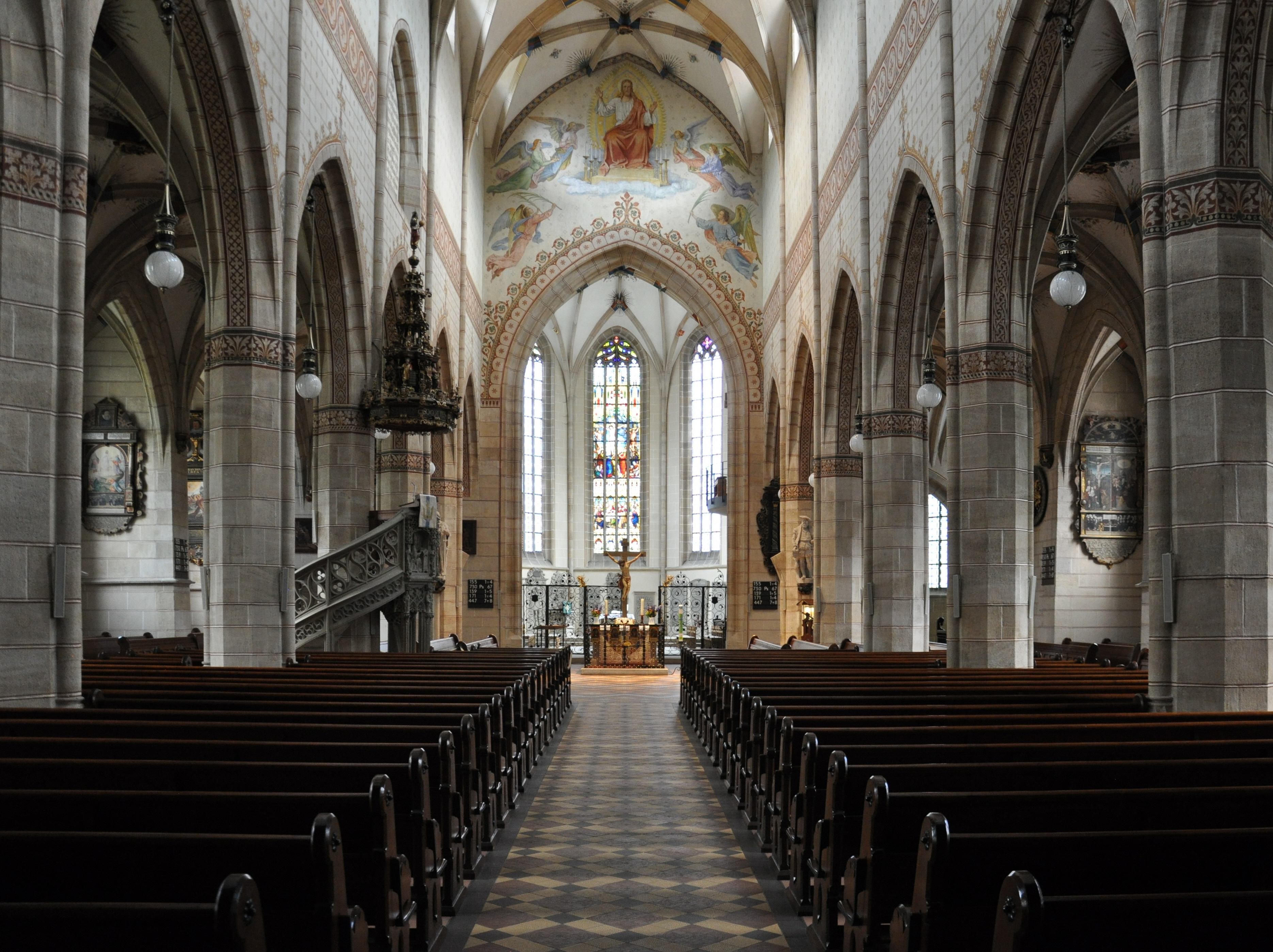
Inneres der Amanduskirche Bad Urach

Im Kirchenbezirk Bad Urach-Münsingen gibt es insgesamt 49 Kirchengemeinden. Davon haben sich 19 Kirchengemeinden zu insgesamt 9 Gesamtkirchengemeinden zusammengeschlossen, bleiben aber weiterhin eigenständige Körperschaften des öffentlichen Rechts.

### Kirchengemeinde Auingen
Die Kirchengemeinde Auingen umfasst den Stadtteil Auingen der Stadt Münsingen. Ursprünglich war Auingen Filiale von Münsingen. 1360 wurde eine Kapelle St. Pankratius geweiht. Sie wurde um 1600 durch einen Neubau ersetzt. 1947 wurde Auingen eigene Pfarrei. Das Langhaus der Pankratiuskirche wurde 1957 durch Architekt Klaus Ehrlich am Turm von 1600 neu errichtet. Der Stuttgarter Künstler Wolf-Dieter Kohler schuf die Farbverglasung im Chor (Lamm als Symbol des Opfertodes Jesu; Himmlisches Jerusalem) und entwarf die schmiedeeiserne Rosette außen über dem Süd-Haupteingang (Pantokrator mit dem Siebengestirn), ausgeführt vom Stuttgarter Kunstschmied Arno Jordan. Den Kruzifixus am über vier Meter hohen Altarkreuz schnitzte der Künstler Emil Jo Homolka aus Königsfeld/Schwarzwald. Die Kirchengemeinde ist auch Träger von zwei Kindergärten.

### Kirchengemeinde Bad Urach und Seeburg

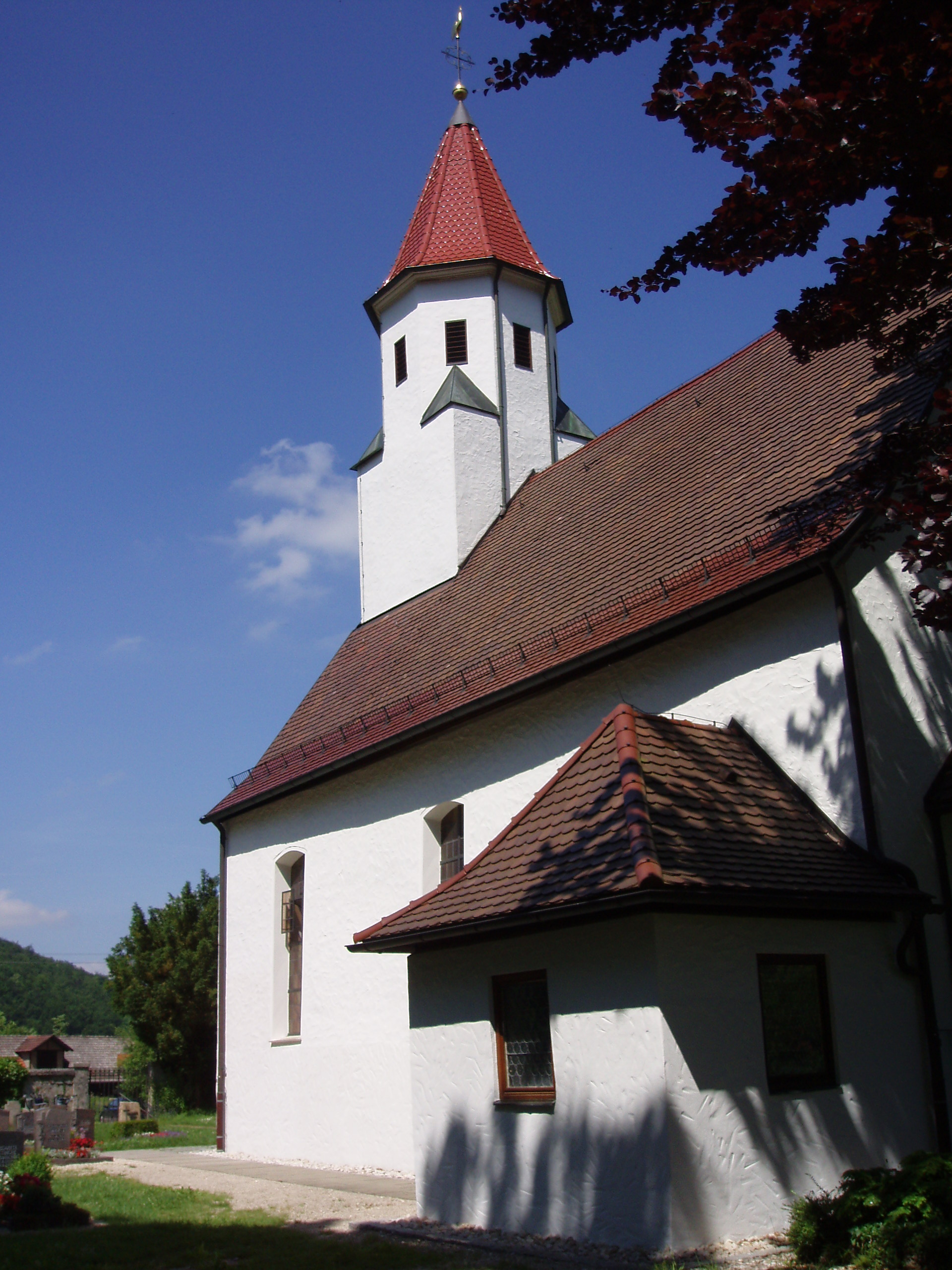
Evang. Kirche Bad Urach-Seeburg

Die frühere Kirchengemeinde Bad Urach umfasst die Kernstadt von Bad Urach. Sie entstand durch Bekanntmachung des Oberkirchenrats vom 17. Dezember 1965, als die bis dahin alleinige Kirchengemeinde Urach in die beiden Teilkirchengemeinden Amanduskirchengemeinde Urach und Kirchengemeinde Dietrich-Bonhoeffer-Haus aufgeteilt und diese in der neuen Gesamtkirchengemeinde Urach zusammengeschlossen wurden. Das Kultusministerium hatte die Gesamtkirchengemeinde Urach und deren Teilkirchengemeinden mit Schreiben vom 24. November 1965 als Körperschaften des öffentlichen Rechts anerkannt. Mit Wirkung vom 14. März 1994 wurde sie in „Gesamtkirchengemeinde Bad Urach“ umbenannt, die dann zum 1. Januar 2013 mit der Kirchengemeinde Seeburg zur Evangelischen Kirchengemeinde Bad Urach und Seeburg fusionierte.
Die frühere Amanduskirchengemeinde Bad Urach umfasst die Altstadt und die östliche Kernstadt von Bad Urach. Mitte des 12. Jahrhunderts wurde Urach Pfarrei Hl. Amandus errichtet und damit von Dettingen an der Erms getrennt. Das Patronatsrecht hatte Württemberg. Die Stiftskirche St. Amandus ist eine der bedeutendsten spätgotischen Kirchen mit Netz- und Sterngewölbe in Württemberg. Sie wurde von 1475 bis 1499 unter dem in Urach geborenen und residierenden württembergischen Grafen Eberhard V. („Eberhard im Bart“) zunächst von Werkmeister Hans Koch erbaut. Nach dessen Tod wurde sie von 1481 bis 1499 durch den Steinmetzen und Architekten Peter von Koblenz vollendet. Nach Einführung der Reformation wurde Urach bald Sitz eines württembergischen Dekanats. 1896 bis 1901 wurde der Turm der Kirche erhöht. Die reichhaltige Ausstattung von der Bauzeit bis ins 20. Jahrhundert umfasst Bildhauerarbeiten in Stein (Kanzel, Taufstein von Christoph von Urach, Bauplastik) und Holz (Chorgestühl, gräflicher Betstuhl, Epitaphien), Wand- und Glasmalerei sowie Kunstschmiedearbeit (Altargitter von 1650, Chorgitter von 1675). Am Ende des 19. Jahrhunderts wurde die Stiftskirche umfassend restauriert und teilweise neugotisch gefasst. An der Nordseite der Amanduskirche befindet sich der Mönchshof, ursprünglich Chorherrenstift, heute als Stift Urach das Einkehrhaus der Evangelischen Landeskirche in Württemberg. Von der 1515 erbauten Spitalkapelle ist nur der Chor erhalten. Infolge Zuwachses wurde im Westen Bad Urachs 1964 das Dietrich-Bonhoeffer-Haus als weitere Predigstelle erbaut und durch Bekanntmachung des Oberkirchenrats vom 17. Dezember 1965 die selbständige Kirchengemeinde Dietrich-Bonhoeffer-Haus errichtet. Diese frühere Kirchengemeinde Dietrich-Bonhoeffer-Haus Bad Urach umfasst den Westen der Kernstadt von Bad Urach.
Die frühere Kirchengemeinde Seeburg umfasst den Stadtteil Seeburg der Stadt Bad Urach. Schon im 8. Jahrhundert (770 und 776) wurden in Seeburg zwei Kirchen erwähnt, davon eine Marienkirche, die wohl auf dem Kirchberg rechts der Erms stand. 1275 ist nur noch eine Pfarrkirche St. Nazarius und Johannes bekannt. Ihre Ursprünge dieser Johanneskirche gehen in das 13. Jahrhundert zurück, wovon heute noch die Chorapsis, ein romanisches Nordfenster im Chorraum, die Ostwand und das Sakramentshäuschen (Tabernakel) im Chorbogen erhalten sind. Das Kirchenschiff wurde 1720 errichtet und die Kirche 1871, 1961 (von Architekt Friedrich Veit) und in neuerer Zeit renoviert. Bei der Renovierung 1961 wurde die Orgelempore, die den Chorraum völlig verstellt hatte, entfernt und ein moderner Altar und Taufstein geschaffen sowie die Wand- und Gewölbemalerei freigelegt und restauriert. Die Seccomalerei in der Apsis stammt aus der Zeit um 1280. Ebenfalls aus dem 13. und 14. Jahrhundert stammen die Fresken im Chorraum. Sie stellen Christus als Weltenherrscher dar, umgeben von den vier Evangelistensymbolen. Auf das Jahr 1370 lässt sich eine weitere Fresko-Darstellung datieren, sie zeigt Szenen der Geschichte Johannes des Täufers. Vom Stuttgarter Künstler Wolf-Dieter Kohler wurde 1961 das südliche Chorfenster mit einer ungegenständlichen Glasmalerei gestaltet. Das frühere Pfarramt Seeburg betreute bis 1957 auch die Filialkirchengemeinde Rietheim. Diese wurde durch Bekanntmachung des Oberkirchenrats vom 7. Januar 1957 der Pfarrei Dottingen (damals im Kirchenbezirk Ulm) zugeordnet.

### Kirchengemeinde Bempflingen

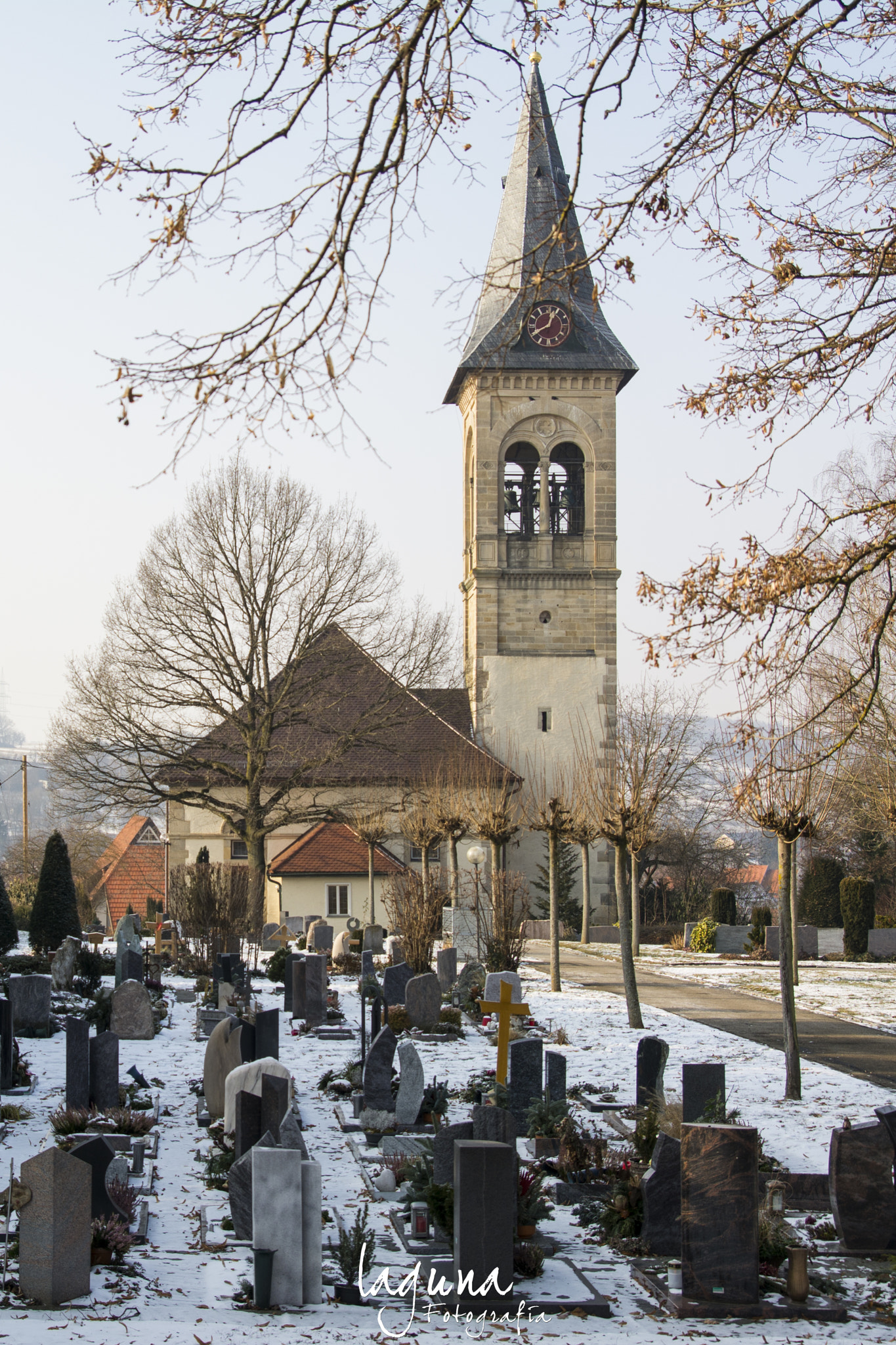
Stephanskirche Bempflingen

Die Kirchengemeinde Bempflingen umfasst die Gemeinde Bempflingen (einschließlich des Ortsteils Kleinbettlingen), Landkreis Esslingen. Sie ist neben Kappishäusern, das zur Kirchengemeinde Dettingen an der Erms gehört, die einzige Kirchengemeinde des Dekanats Bad Urach, die nicht zum Landkreis Reutlingen gehört. Eine Kirche bzw. Pfarrei kam 1379 von den Kaib an das Kloster Denkendorf. Das 1525 als Stephanskirche bezeichnete Gotteshaus wurde Ende des 13. Jahrhunderts als Ersatz eines älteren Vorgängerbaus im spätromanischen Stil errichtet, davon sind im heutigen Gebäude noch die Nordwand und der untere Teil des Turms erhalten. Das Kirchenschiff wurde vom Stuttgarter Hochbaurat Christian Friedrich Roth 1827 als Hallenkirche im Kameralamtsstil mit einer Kanzelaltarwand und einer Drei-Seiten-Empore gebaut. Oberbaurat Christian Friedrich von Leins erhöhte 1869 den Turm im neoromanischen Stil. Architekt Heinz Klatte besorgte 1954 eine Innenrenovierung. Zwei Glocken aus den Jahren 1464 und 1468 sind erhalten. Kleinbettlingen gehörte kirchlich stets zu Bempflingen, wenngleich um 1475 eine Kapelle, 1526 eine Leonhardskapelle erwähnt ist, die wohl aber in der Reformationszeit abging.

### Gesamtkirchengemeinde Bernloch-Meidelstetten
Die Gesamtkirchengemeinde Bernloch-Meidelstetten umfasst die Ortsteile Bernloch, Meidelstetten und Oberstetten der Gemeinde Hohenstein. Sie besteht aus den beiden nachfolgenden Kirchengemeinden Bernloch und Meidelstetten.

#### Kirchengemeinde Bernloch
Die Kirchengemeinde Bernloch umfasst den Ortsteil Bernloch der Gemeinde Hohenstein. Eine Kapelle zu Ehren Jesu, Mariä, St. Georg und allen Heiligen wurde im 12. Jahrhundert erwähnt. Sie war im Besitz des Klosters Weißenau. 1460 wurde sie zur Pfarrkirche erhoben. 1537 führte Württemberg die Reformation ein. Die alte Georgskapelle wurde 1774 durch einen Neubau im ummauerten Friedhof ersetzt. Die St.-Georgs-Kirche brannte 1929 durch einen Blitzeinschlag nieder. Schon 1930 konnte die durch den Stuttgarter Architekt Emil Weippert neu errichtete Kirche eingeweiht werden. Die Chorfenster wurden damals von Ernst H. Graeser mit den Themen Geburt, Auferstehung und Taufe Jesu in zurückhaltend-expressionistischem Stil und das Altarkreuz von der Stuttgarter Holzbildhauerin Edelgarde vom Berge und Herrendorff (1904–1982) gestaltet. Die Kirchengemeinde Bernloch ist auch Träger eines Kindergartens.
Bis 1925 wurde auch die Filialkirchengemeinde Pfronstetten vom Pfarramt Bernloch betreut. Mit Wirkung vom 1. Juli 1925 (Bekanntmachung vom 18. Mai 1925) wurde Pfronstetten mit Wilsingen dem Pfarramt Ödenwaldstetten zugeordnet.

#### Kirchengemeinde Meidelstetten
Die Kirchengemeinde Meidelstetten umfasst die Ortsteile Meidelstetten und Oberstetten der Gemeinde Hohenstein. Kirchlich war Meidelstetten zunächst Filiale von Trochtelfingen. Nach der Reformation wurde Meidelstetten 1587 der Pfarrei Bernloch zugeordnet, zu dem Meidelstetten bis heute gehört, allerdings ist der Ort eine eigene Kirchengemeinde, die mit Bernloch eine Gesamtkirchengemeinde bildet. 1775/77 erhielt Meidelstetten eine kleine Kirche im ummauerten Friedhof, die St.-Otmar-Kirche. Außen fällt ein Wandmosaik des Künstlers Wilhelm Pfeiffer (1918-1991; Tübingen-Hirschau) auf, das den Auferstehungsengel am Christusgrab darstellt. Das Chorfenster von Adolf Valentin Saile zeigt in kräftigen Farben den auferstandenen Christus als Pantokrator mit Segensgebärde inmitten der Tore des himmlischen Jerusalems, darunter die Ströme lebendigen Wassers (Off 22,LUT ) mit den Bäumen des Lebens.
Oberstetten blieb nach der Reformation katholisch. Die überwiegend erst nach dem Zweiten Weltkrieg zugezogenen evangelischen Bewohner wurden der Kirchengemeinde Meidelstetten zugeordnet.

### Kirchengemeinde Böhringen
Die Kirchengemeinde Böhringen umfasst den Ortsteil Böhringen mit den zugehörigen Orten Strohweiler und Aglishardt der Gemeinde Römerstein. Eine Kirche und Pfarrei St. Gallus wurde 1192 erstmals erwähnt. Besitzungen hatte das Kloster Bebenhausen, das seine Rechte an die Herren von Sperberseck verkaufte. Im 15. Jahrhundert war Württemberg Patronatsherr. Die St.-Gallus-Kirche wurde nach Abbruch der alten romanischen Kirche im Jahr 1884 von Oberbaurat Christian Friedrich von Leins im neugotischen Stil in den Jahren 1885/86 errichtet; der spätgotische Chor und die Sakristei aus dem Jahr 1498 blieben erhalten. Neben der stattlichen neugotischen Steinarchitektur des manchmal „das Münster von der Alb“ genannten Baukörpers war das Innere der Kirche bis nach dem Zweiten Weltkrieg reich mit zeitgenössischer Wandmalerei nach Entwurf von Bauinspektor Heinrich Dolmetsch geschmückt, besonders die Wandfläche über dem Chorbogen mit „sinnbildlicher Malerei“ (im zentralen Medaillon das Lamm mit Siegesfahne nach Off 5  und die vier Evangelistensymbole). Diese aus heutiger Sicht möglicherweise erhaltenswerte Kirchenausschmückung wurde 1951/52 durch eine künstlerische Neukonzeption ersetzt und dabei ein Chorwand-Sgraffito (Christus in der Mandorla, links und rechts die klugen und törichten Jungfrauen) von Professor Rudolf Yelin d. J. und die Farbverglasung der gotischen Maßwerkfenster im Chor durch Wolf-Dieter Kohler geschaffen.

### Kirchengemeinde Böttingen-Magolsheim
Die Kirchengemeinde Böttingen-Magolsheim umfasst die Stadtteile Böttingen und Magolsheim der Stadt Münsingen. Sie besteht aus den beiden nachfolgenden früheren Kirchengemeinden Böttingen und Magolsheim, die zunächst eine Gesamtkirchengemeinde gebildet, um das Jahr 2000 aber fusionierten hatten.
Die frühere Kirchengemeinde Böttingen umfasst den Stadtteil Böttingen der Stadt Münsingen. Ursprünglich war Böttingen Filiale von Münsingen. 1496 wurde der Ort eigene Pfarrei. Eine Kapelle St. Petrus wird bereits 1360 erwähnt und 1511 durch einen Neubau ersetzt. Die heutige Petruskirche wurde 1958 anstelle der alten Kirche neu erbaut. Das Altarfenster von 1958 (Auferstehung, Wiederkunft Christi) stammt vom Stuttgarter Glaskünstler Wolf-Dieter Kohler.
Die frühere Kirchengemeinde Magolsheim umfasst den Stadtteil Magolsheim der Stadt Münsingen. Eine Kirche und Pfarrei St. Dionysius wurde 1275 erstmals erwähnt. Das Patronat wechselte mehrfach mit der Ortsherrschaft. Ein Teil des Ortes war früh württembergisch und wurde 1595 evangelisch, der Rest des Ortes aber, durch den die Grenze zwischen Württemberg und Vorderösterreich verlief, blieb katholisch, sodass es heute dort zwei Kirchen gibt (evangelisch und katholisch). Die alte Kirche in Magolsheim wurde zunächst simultan genutzt, bis sie 1870 einstürzte. An gleicher Stelle wurde vom Münsinger Amtsbaumeister Bosler 1871 die heutige evangelische Kirche im neoromanischen Stil errichtet. Im selben Jahr erbaute sich die katholische Gemeinde eine eigene Kirche, die 1936 durch den heutigen Bau ersetzt wurde und das überkommene Dionysius-Patrozinium fortführt.

### Kirchengemeinde Dapfen
Die Kirchengemeinde Dapfen umfasst den Ortsteil Dapfen mit den zugehörigen Weilern der Gemeinde Gomadingen. Bereits 904 wurde im Königsgut eine Martinskirche in Dapfen, 1275 eine Pfarrei erwähnt. 1407 wurde der Kirchensatz durch Speth von Ehestetten an Württemberg verkauft, das die Reformation einführte. Älteste Teile der Martinskirche sind heute der Turm von 1515 und der Chor von 1727. Im Jahr 1857 wurde das Kirchenschiff neu errichtet, seine neugotische Ausstattung jedoch dem Zeitgeschmack entsprechend 1959 entfernt. Nach einem Brand war 1996 eine Innenrenovierung nötig. Wertvolle Ausstattungsstücke sind ein hochbarockes Kruzifix mit Korpus und echter Dornenkrone von 1724 und im „Glockenstüble“ eine frühgotische Lindenholz-Figur, die den heiligen Martin darstellt. Das Pferd hat kein Zaumzeug, weil Gott selber es lenkt. Die Renovierung und Neugestaltung der Kirche in den 1960er Jahren geschah unter der künstlerischen Gesamtkonzeption von Gisela Dreher-Richels, die auch drei Chorfenster gestaltete. Von Renate Reile-Modschidler wurde 1995/96 nach einem Entwurf von Andreas Felger ein Wandteppich (Engel der Verkündigung) gewebt. Die Kirche ist weithin bekannt für den Ostereiermarkt und Kunstausstellungen.
Durch Bekanntmachung des Oberkirchenrats vom 23. Oktober 1953 wurden die evangelischen Bewohner von Ehestetten, die bis dahin zur Kirchengemeinde Ödenwaldstetten gehörten, der Kirchengemeinde Dapfen zugeordnet. Da Ehestetten jedoch heute politisch zu Hayingen gehört, wurde der Ort mit Wirkung vom 1. Dezember 1983 auch kirchlich in die Kirchengemeinde Hayingen umgegliedert. Bis 1987 gehörten auch die evangelischen Bewohner des überwiegend katholischen Ortsteils Eglingen der Gemeinde Hohenstein zur Kirchengemeinde Dapfen, die überwiegend erst nach dem Zweiten Weltkrieg zugezogen sind. Sie wurden gemäß Bekanntmachung des Oberkirchenrats vom 26. Februar 1987 jedoch der Evangelischen Kirchengemeinde Ödenwaldstetten zugeordnet, da dieser Ort politisch ebenfalls zur Gemeinde Hohenstein gehört.

### Kirchengemeinde Dettingen an der Erms
Die Kirchengemeinde Dettingen an der Erms umfasst die Gemeinde Dettingen an der Erms und den Stadtteil Kappishäusern der Stadt Neuffen im Landkreis Esslingen. Eine Kirche ist in Dettingen bereits im 11. Jahrhundert als Pfarrkirche für das gesamte Umland erwähnt. Das heutige Kirchengebäude ist das Ergebnis von ungefähr eintausendjährigen Bautätigkeiten: Aus romanischer Zeit (zwischen 950 und 1100) ist der Turmstumpf erhalten. In der Gotik wurde er erhöht. Damals, zwischen 1483 und 1500, erbaute Peter von Koblenz im Zusammenhang mit der Gründung des Stifts Dettingen der Brüder vom gemeinsamen Leben auch den gotischen Chor und zwei Seitenkapellen. Die Nordkapelle besteht bis heute, während die Südkapelle mit dem Abbruch des kürzeren und schmaleren, aber baufälligen romanischen Langhauses (dreischiffige Pfeilerbasilika mit Rundbogenarkaden) und der Errichtung eines neugotischen Langhauses 1864-1866 durch Christian Friedrich von Leins abgerissen wurde. Unter Architekt Manfred Wizgall wurde die Stiftskirche 1960 umfangreich renoviert. Dabei wurde der Forderung des Landesdenkmalamtes, nahezu die gesamte neugotische Ausstattung und Farbgebung zu ersetzen, vor allem aus Geldknappheit nur teilweise stattgegeben: Chorrestaurierung, Erneuerung der Chorfenster, neuer Altar und Taufstein sowie Malerarbeiten an Wänden und Gestühl wurden verwirklicht. Der gotische Chor von 1494 mit der verbliebenen nördlichen Pankratiuskapelle besticht durch die Geräumigkeit und durch die Kreuzrippen-Einwölbung mit kunstvoll gestalteten Schlusssteinen und der freigelegten, restaurierten und vorsichtig ergänzten gotischen Bemalung. Von der neugotischen Holzausstattung wurden 1960 insbesondere die Emporenbrüstung und die Kanzel am Chorbogen beibehalten. Einige Teile der neugotischen Glasmalerei sind noch erhalten, die von Gotthilf Wilhelm (1832–1882) stammen, einem der frühesten württembergischen Glasmaler der Neuzeit. Seine Dettinger Chorfenster (das mittlere mit dem Kreuzigungsmotiv „nach Dürer“) waren 1960 entfernt worden. Der Glaskünstler Adolf Valentin Saile schuf 1960 die drei neuen Chorfenster-Bleiverglasungen. Sie sind thematisch und farblich abgestimmt auf das Altar-Triptychon aus spätgotischen Tafelbildern von 1520–1530 und auf die Gewölbemalerei. Eines der Frühwerke von Thierry Boissel ist das Fenster „Der brennende Dornbusch“ (nach Ex 3 ) in der 1989 neugebauten Sakristei. Über dem Altar der Nordkapelle erhebt sich eine Bronzeplastik von Karl Hemmeter, über dem modernen Hauptaltar, oben am Chorbogen, erinnert ein Kruzifix aus dem 17. Jahrhundert an den Gekreuzigten als Mittelpunkt von Gottesdienst und Predigt.
Die evangelische Christuskirche wurde 1967 wegen des starken Wachstums der Gemeinde im Dettinger Wohngebiet Buchhalde erbaut. Die 1997 verwirklichte großflächige Glasgestaltung zweier Seitenwände stammt von dem Waiblinger Künstler Albrecht Pfister. Die Kirchengemeinde Dettingen an der Erms ist auch Träger von fünf Kindergärten (Bergstraße, Buchhalde, Kegelwasen, Neubühlsteige und Walter Ellwanger).
Kappishäusern gehörte kirchlich stets zu Dettingen an der Erms, trotz heutiger kommunaler Zugehörigkeit von Kappishäusern zur Stadt Neuffen im Landkreis Esslingen. 1953 wurde in Kappishäusern vom Reutlinger Architekt Manfred Wizgall eine eigene Kirche, die Michaelskirche, erbaut, die 2004 renoviert wurde. Das farbverglaste Chorfenster schuf damals der Stuttgarter Glaskünstler Adolf Valentin Saile mit dem Motiv des auferstandenen und wiederkommenden Christus. Das dortige evangelische Gemeindehaus wurde 1990 errichtet. Das markante Rundfenster wurde mit einem Glasgemälde von Thierry Boissel mit dem in der höchsten Weinbaugemeinde Baden-Württembergs naheliegenden Motiv „Ich bin der Weinstock, ihr seid die Reben“ (Joh 15,5 ) in einem vom Künstler innovativ entwickelten ganzheitlichen Verfahren des Blasens, Zusammenfügens, Brennens und Bemalens der gesamten Scheibe versehen. Kappishäusern wird vom Pfarramt Dettingen-West betreut.

### Kirchengemeinde Donnstetten-Westerheim
Die Kirchengemeinde Donnstetten-Westerheim umfasst den Ortsteil Donnstetten der Gemeinde Römerstein sowie die Gemeinde Westerheim im Alb-Donau-Kreis. Donnstetten war früher Filiale von Zainingen. Eine Kapelle St. Georg wurde 1447 zur Pfarrei erhoben. 1534 wurde die Reformation eingeführt. Die Georgskirche wurde im 15. Jahrhundert erbaut. Aus dieser Zeit stammt noch die große Betglocke von 1489 und das Kruzifix. Das kunstvoll geschmiedete Altargitter und die Kanzelbilder sind typische Zeugnisse der Barockzeit um 1700. Das Kirchenschiff wurde 1825 nach Süden erweitert und dabei eine früher möglicherweise dreiseitige, jetzt Nord- und West-Empore einzubauen. Die Brüstung trägt paarweise nach Altem und Neuem Testament geordnete Bildgeschichten.
Das benachbarte Westerheim blieb nach der Reformation katholisch. Evangelische Bewohner zogen hier überwiegend erst nach dem Zweiten Weltkrieg zu. Sie wurden zunächst der Kirchengemeinde Wiesensteig im Kirchenbezirk Geislingen an der Steige zugeordnet. Durch Bekanntmachung des Oberkirchenrats vom 21. Juli 1952 wurden sie jedoch in die Kirchengemeinde Donnstetten umgegliedert. 2001 wurde in Westerheim dann ein eigenes Gemeindezentrum gebaut und mit Wirkung vom 1. August 2001 wurde die Kirchengemeinde Donnstetten in „Kirchengemeinde Donnstetten-Westerheim“ umbenannt.

### Kirchengemeinde Dottingen-Rietheim
Die Kirchengemeinde Dottingen-Rietheim umfasst die Stadtteile Dottingen und Rietheim der Stadt Münsingen. Kirchlich war Dottingen zwischen den Pfarreien Münsingen und Steingebronn (heute zu Gomadingen gehörig) geteilt. 1360 wurde in Dottingen eine eigene Kapelle erwähnt. Die heutige Kirche in Dottingen wurde 1605 im spätgotischen Stil erbaut. Der Stuttgarter Kunstprofessor Rudolf Yelin d. J. schuf 1956 drei großzügig gestiftete farbverglaste Chorfenster (links: Erschaffung des Menschen, Geburt Jesu, Hirtenverkündigung; Mitte: Kreuzigung, Auferstehung, Evangelistensymbole; rechts: kluge und törichte Jungfrauen). 1938 wurde der Pfarrsitz von Steingebronn nach Dottingen verlegt und Steingebronn der Pfarrei Gomadingen zugeordnet. Das Pfarramt Dottingen betreut seit 1957 auch die frühere Kirchengemeinde Rietheim, welche durch Bekanntmachung des Oberkirchenrats vom 7. Januar 1957 von der Pfarrei Seeburg (Kirchenbezirk Bad Urach) hierher zugeordnet worden war und nun mit Dottingen eine Kirchengemeinde bildet. Rietheim hatte seit 1525 eine Kapelle, die 1768 durch die heutige Kirche ersetzt wurde. 2002/03 ist sie aufwändig renoviert worden.

### Kirchengemeinde Feldstetten
Die Kirchengemeinde Feldstetten umfasst den Stadtteil Feldstetten der Stadt Laichingen. Kirchlich war Feldstetten zunächst Filiale von Laichingen. Eine Kirche St. Gallus mit eigener Pfarrei wurde 1453 erstmals erwähnt. Das Patronat hatte das Kloster Blaubeuren. Württemberg führte die Reformation ein. Nach dem Dreißigjährigen Krieg wurde der Ort wieder von Laichingen betreut, wurde aber 1653 wieder eigene Pfarrei. Ab Herbst 2020 fiel jedoch im Zuge des stellensparenden „Pfarrplans“ die Pfarrstelle Feldstetten weg, die Gemeinde wird seitdem von Laichingen aus betreut. Die heutige St.-Gallus-Kirche wurde 1737 erbaut, dabei wurde der gotische Chor des Vorgängerbaus mitverwendet. In ihm sind Wandmalereien aus dem 14. und 15. Jahrhundert zu sehen. Sie wurden erst 1895 entdeckt und 1898 restauriert. Der Künstler Walter Kohler entwarf 1936 ein Chorfenster mit biblischen Themen (Blindenheilung, reicher Jüngling, Auferweckung des Lazarus). 1999 folgte ein Farbfenster der Künstlerin Ursula Nollau aus (damals) Zwiefalten.

### Kirchengemeinde Glems
Die Kirchengemeinde Glems umfasst den Stadtteil Glems der Stadt Metzingen. Glems gehörte zunächst kirchlich zu Dettingen. 1518 stiftete die Gemeinde eine Kaplaneipfründe in der Kapelle St. Laurentius und Hilarius. Kurze Zeit später wurde Glems eigene Pfarrei. 1534 wurde die Pfarrei wieder aufgehoben und danach von der Pfarrei Neuhausen an der Erms betreut. Der Ort erhielt nach der baufälligen und zu kleinen Kapelle im Jahr 1762 einen Neubau, der später zur Kirche erweitert wurde. Trotz sparsamster Bauweise ohne richtiges Fundament steht sie heute noch, 1966/67 umfangreich renoviert und über dem Altar mit einem Farbglasfenster von Wolf-Dieter Kohler ausgestattet, das in kräftigen Farben ein „Erlöserbild“ (nach Jes 9,1  und Jes 60,1-2 ) darstellt: der Zug der Jammernden und Elenden, beginnend mit der Vertreibung aus dem Paradies, über den Brudermord hin zu Krippe und Kreuz. Über allem thront dann der Auferstandene als Pantokrator. Das Pfarramt betreut auch einen Teil der Gemeindeglieder der Nachbarkirchengemeinde Neuhausen an der Erms. Die Kirchengemeinde Glems hat auch einen Kirchenchor (gegründet 1921) mit heute ca. 20 Sängerinnen und einen Posaunenchor (gegründet 1987) mit knapp 20 Bläserinnen und Bläsern. Sie ist auch Träger eines Kindergartens.

### Kirchengemeinde Gomadingen-Steingebronn
Die Kirchengemeinde Gomadingen-Steingebronn umfasst den Hauptort (mit Offenhausen) und den Ortsteil Steingebronn der Gemeinde Gomadingen. Eine Martinskirche wurde in Gomadingen 1180 erwähnt, ihr Patronsname weist auf eine fränkische Gründung hin. 1275 war der Ort Sitz einer Pfarrei und eines Dekanats. Herzog Eberhard im Bart übergab den Kirchensatz 1496 und das Patronat an das Kloster Offenhausen. Im 18. Jahrhundert wurde die Kirche abgebrochen und 1760 an gleicher Stelle die heutige Martinskirche erbaut. Sie ist von einem Friedhof umgeben und mit einer Mauer eingefriedet. Die Bauform der Martinskirche als Querkirche hatte sich vor allem in Württemberg bereits 200 Jahre zuvor herausgebildet: ein gegenüber der Raum-Längsachse quer auf die Kanzel an der Südwand ausgerichtete Konzeption mit dreiseitig bis in den nicht eingezogenen 3/6-Chorschluss umlaufender Empore. Auch das Gestühl im Parterre dürfte bis ins 20. Jahrhundert dementsprechend angeordnet gewesen sein. Der Altar und der Taufstein haben dort in der östlichen Mitte ihren frei zugänglichen Platz. Die Emporenbrüstung trägt einen bauzeitlichen Bilderzyklus (vier Propheten, vier Evangelisten, die Apostel sowie Bilder aus dem Leben Jesu) von Johann August Romay, die Südwand ein großes protestantisches Andachtsbild. Die Stuckdecke mit sehr sparsam verwendeten floralen Arabesken wurde geschaffen von einem Mitglied der überregional bedeutenden Degginger Stuckateurfamilie Schweizer. Durch die Klarverglasung der Fenster wirkt der Barockraum hell und freundlich.
Im zugehörigen Weiler Offenhausen bestand ein Dominikanerinnenkloster St. Maria Gnadenzell. Im 15. Jahrhundert gelangte es unter württembergische Oberhoheit. 1575 wurde es aufgehoben und ein Gestüt eingerichtet. 1812 kam die Siedlung zur Gemeinde Gomadingen. Neben dem Kloster mit einer Klosterkirche bestand auch eine Marienkapelle. Bis ins 15. Jahrhundert bestanden beide Kirchen nebeneinander. Die Klosterkirche diente ab 1690 als evangelische Kirche, wurde 1812 profaniert und beherbergt heute das Museum des Gestüts Marbach.
In Steingebronn wurde eine Pfarrkirche 1275 erstmals erwähnt. Sie war den Heiligen Philipp, Walpurg und den Heiligen Drei Königen geweiht. Der Kirchensatz befand sich bei den Speth und kam dann 1420 an die Propstei Güterstein und schließlich an Württemberg, das die Reformation einführte. Die heutige Kirche mit eingezogenem rechteckigen Chor und der tonnengewölbten Sakristei wurde im 17. Jahrhundert errichtet. Die Pfarrei Steingebronn wurde 1938 nach Dottingen verlegt. Durch Bekanntmachung des Oberkirchenrats vom 7. Januar 1959 wurde Steingebronn Filialkirchengemeinde von Gomadingen, mit dessen Kirchengemeinde sie fusioniert ist.

### Kirchengemeinde Grabenstetten
Die Kirchengemeinde Grabenstetten umfasst die Gemeinde Grabenstetten. Kirche und Pfarrei St. Peter und Paul wurden 1275 erstmals erwähnt. 1483 verkauften die Speth zu Sulzburg das Patronat an das Stift Urach. Die evangelische Kirche St. Peter und Paul ist eine romanische Chorturmkirche mit spätgotischem Schiff und Wandmalereien aus der ersten Hälfte des 15. Jahrhunderts. Die Fresken waren in der Reformationszeit übertüncht und in den Jahren 1912-1924 wiederentdeckt worden. Nur ein Teil konnte wiederhergestellt werden. Die Wandmalerei stellt das Jüngste Gericht dar. Den romanischen Turm ziert eine Fachwerkglockenstube mit geschweiftem Helm und „Laterne“ von 1680. Die Kirche wurde 1935 von Architekt Hans Seytter und 1965-1971 von Architekt Johannes Wetzel renoviert. Das farbverglaste Chorfenster mit acht Bildfeldern (von der Geburt Jesu bis zu seiner Auferstehung) wurde 1935 von dem Künstler Walter Kohler entworfen.

### Kirchengemeinde Grafenberg
Die Kirchengemeinde Grafenberg umfasst die Gemeinde Grafenberg. 1246 wurde in Grafenberg erstmals eine Kirche St. Michael erwähnt. Das Patronat hatte Württemberg, das die Reformation einführte. Danach wurde die Pfarrei aufgehoben und von Großbettlingen betreut. Bereits 1556 wurde Grafenberg wieder eigene Pfarrei. Die Michaelskirche ist eine Saalkirche mit Westturm, der im Kern noch romanisch ist. 1726 erfolgte ein grundlegender Umbau mit Erweiterung. Die jüngste Neugestaltung geschah 1956/1957 unter dem Architekten Manfred Wizgall, wobei ein Altarraum und eine Sakristei angebaut wurden. Das Farbfenster im neuen Altarraum schuf der Stuttgarter Glaskünstler Adolf Valentin Saile mit dem Thema der Wiederkunft Christi. Die Kirchengemeinde Grafenberg hat noch ein spätgotisches Pfarrhaus aus der Zeit um 1580. Die Kirchengemeinde Grafenberg gehörte bis ins 20. Jahrhundert zum Kirchenbezirk Nürtingen. Infolge der politischen Zugehörigkeit zum Landkreis Reutlingen wurde sie mit Wirkung vom 1. Januar 1980 in den Kirchenbezirk Bad Urach umgegliedert.

### Kirchengemeinde Hengen-Wittlingen
Die Kirchengemeinde Hengen-Wittlingen umfasst die Stadtteile Hengen und Wittlingen der Stadt Bad Urach. Bereits 1275 wurde die Pfarrkirche zu allen Heiligen in Hengen erstmals erwähnt. Die um 1500 erbaute Kirche in Hengen wurde 1534 mit der Reformation evangelische Pfarrkirche, bevor sie im Dreißigjährigen Krieg zusammen mit dem Ort fast komplett zerstört wurde. Ende des 17. Jahrhunderts wurde die Kirche auf ihrem einstigen Fundament wiedererrichtet. Die Chorturmkirche wurde 1895 renoviert und dabei das Ostfenster geschlossen. Das Kanzelfenster und ein Schiff-Fenster gestaltete die Stuttgarter Glaskünstlerin Anna-Dorothea Kunz-Saile 1995/96 mit den Motiven Sämann und Ernte und Guter Hirte.
In Wittlingen gab es schon seit der Ersterwähnung des Ortes Ende des 11. Jahrhunderts einen Kirchenbau. Die heutige Johanneskirche besteht aus dem spätgotischen Chor des 15. Jahrhunderts und dem Schiff, das früher wohl so schmal wie der Chor war. Möglicherweise schon bald nach Einführung der Reformation, spätestens 1720 im Zusammenhang mit der Errichtung des achteckigen Turms wurde das Kirchenschiff für den stärkeren Gottesdienstbesuch asymmetrisch nach Süden erweitert und dort mit einer Empore gegenüber der Nordwand-Kanzel versehen. Bei der Renovierung 1873 wurde eine neue Orgel im Chor eingebaut, 1930 jedoch auf die Empore umgesetzt. In beiden Jahren stiftete die einheimische Familie Weinland (David Friedrich Weinland und Ernst Weinland) für die Innenausstattung: 1873 den Taufstein aus weißem Sandstein und 1930 das Farbfenster im Chor, entworfen vom Bietigheimer Künstler Adolf Hess (1893–1953) mit dem Weihnachtsmotiv der Geburt Jesu. Die Innenrenovierung 1979/80 brachte die Freilegung der Wandgemälde im Chor. 2004 wurde das Kirchenschiff erneut renoviert. Eine Besonderheit ziert das modern blankverglaste Kanzelfenster, nämlich eine Einzelscheibe mit gotischer Glasmalerei um 1500 aus einer Augsburger Werkstatt: eine Madonna mit Kind in Strahlenkranz-Mandorla, auf einer goldenen, ungewöhnlich nach unten offenen Mondsichel stehend (Mondsichelmadonna). Die kleinste Glocke im Geläut wurde um 1400 gegossen, die große stammt von 1764 und die mittlere von 1960.
Das Pfarramt befindet sich in Wittlingen. In beiden Stadtteilen betreibt die Kirchengemeinde je einen Kindergarten.

### Kirchengemeinde Heroldstatt
Die Kirchengemeinde Heroldstatt entstand durch die Fusion der Kirchengemeinde Ennabeuren und Sontheim.
Die Kirchengemeinde Ennabeuren umfasste den Ortsteil Ennabeuren der Gemeinde Heroldstatt, die Stadtteile Ingstetten und Justingen der Stadt Schelklingen sowie den Wohnplatz Berghülen des Gutsbezirks Münsingen. Eine Kirche und Pfarrei St. Kosmas und Damian wurde 1275 erstmals erwähnt. Sie wurde durch Ritter Hans Harscher an das Kloster Urspring verkauft, dem sie 1419 inkorporiert wurde. Der Ort war politisch dreigeteilt. Ein Teil war württembergisch, ein Teil helfensteinisch (später fürstenbergisch), der dritte Teil grafeneckisch, der bis zum 17. Jahrhundert von Württemberg Zug um Zug abgekauft wurde. Württemberg führte in seinem Teil bereits 1534 die Reformation ein und errichtete eine Pfarrei, so dass es eine evangelische und eine katholische Pfarrei gab. 1603 wurde die Parität beschlossen, die Kirche daraufhin simultan genutzt. 1754 wurde die alte Kirche durch einen Neubau ersetzt, lediglich die Eckstrebepfeiler des Vorgängerbaus blieben erhalten. 1936 erbaute sich die katholische Gemeinde eine eigene Kirche. Seither dient die bisherige Kirche der Evangelischen Kirchengemeinde Ennabeuren als Gottesdienstraum. Die Kirchengemeinde Ennabeuren ist Träger des Kindergartens Farbenklecks.
Ingstetten und Justingen blieben nach der Reformation katholisch oder wurden wieder rekatholisiert. Die überwiegend erst nach dem Zweiten Weltkrieg zugezogenen evangelischen Bewohner wurden, ebenso wie die evangelischen Bewohner des Wohnplatzes Berghülen des 1942 gebildeten Gutsbezirks Münsingen, der Kirchengemeinde Ennabeuren zugeordnet, wobei Justingen zunächst noch zur Filialkirchengemeinde Sondernach gehörte und erst durch Bekanntmachung des Oberkirchenrats vom 18. April 1955 in die Kirchengemeinde Ennabeuren umgegliedert wurde.
Die Kirchengemeinde Sontheim umfasste den Ortsteil Sontheim der Gemeinde Heroldstatt. Eine Kirche wurde wohl um 1100 erwähnt. Sie war im Besitz des Klosters Blaubeuren. 1365 wurde sie Filiale von Laichingen. Im 15. Jahrhundert wurde sie Peterskapelle genannt. Nach der Reformation wurde sie zur Pfarrkirche St. Peter und Paul erhoben. 1767 wurde sie umgebaut und erweitert und ab 1883 erneuert. Die Kirchengemeinde Sontheim ist Träger des Kindergartens Tigerentenvilla.

### Kirchengemeinde Holzelfingen
Die Kirchengemeinde Holzelfingen umfasst den Ortsteil Holzelfingen der Gemeinde Lichtenstein. Eine Kirche und Pfarrei St. Blasius wurde 1275 erstmals erwähnt, ist aber wohl älter. Die Kirche wurde evtl. vom Bistum Chur im 10. Jahrhundert gegründet. Das Patronat der Kirche kam 1404 von den Grafen von Landau an den Reutlinger Bürger Spiegel. Durch Württemberg wurde die Reformation eingeführt. Die heutige Kirche ist eine Wehrkirche mit Chor aus dem Jahr 1494. Das Schiff wurde 1889 erneuert und die ganze Kirche 1909 im Jugendstil umgebaut. Sie war die Grablege der Herren von Greifenstein.
Das Pfarramt Holzelfingen betreut auch die Kirchengemeinde Ohnastetten. Zum 1. Januar 2021 wechselten beide Kirchengemeinde vom Kirchenbezirk Reutlingen in den Kirchenbezirk Bad Urach-Münsingen.

### Kirchengemeinde Hülben
Die Kirchengemeinde Hülben umfasst die Gemeinde Hülben. Eine Marienkapelle wurde 1233 erstmals erwähnt. Sie war Filiale von Dettingen. 1866 wurde Hülben Pfarrverweserei, 1872 Pfarrei. Die frühgotische Kirche von 1233 wurde noch 1935 renoviert und mit Glasmalerei von Walter Kohler ausgestattet, jedoch 1967 nach Abbruch ersetzt durch die neue Christuskirche (mit Gemeindesaal). Das dortige Altarwandgemälde mit den Themen „Weg der Christen durch die Zeit hin zum Thron Gottes, Apokalypse, Himmlisches Jerusalem“ stammt von dem Pfullinger Künstler Anton Geiselhart (1907–1973).

### Kirchengemeinde Kleinengstingen

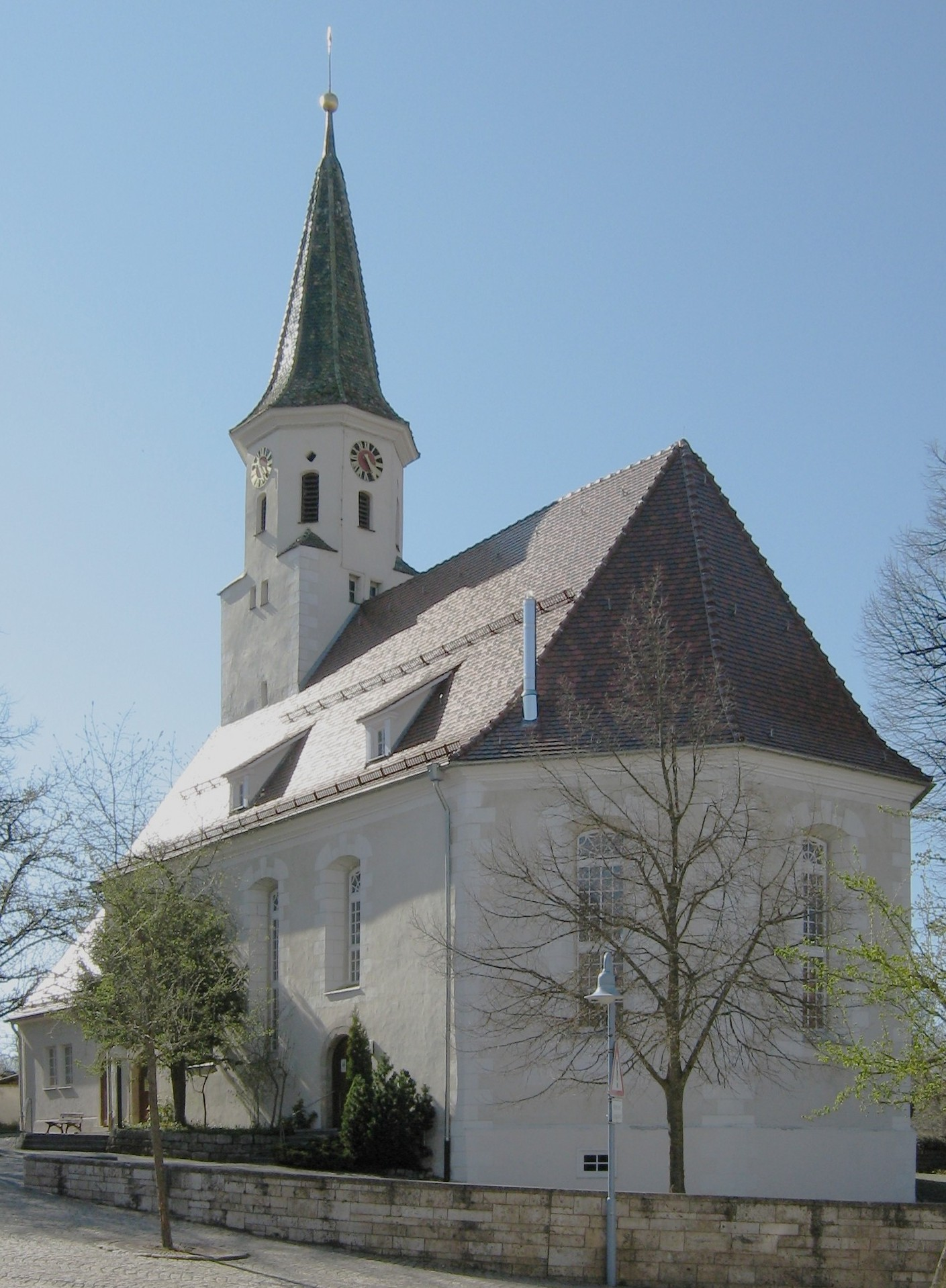
Evang. Blasiuskirche Engstingen-Kleinengstingen

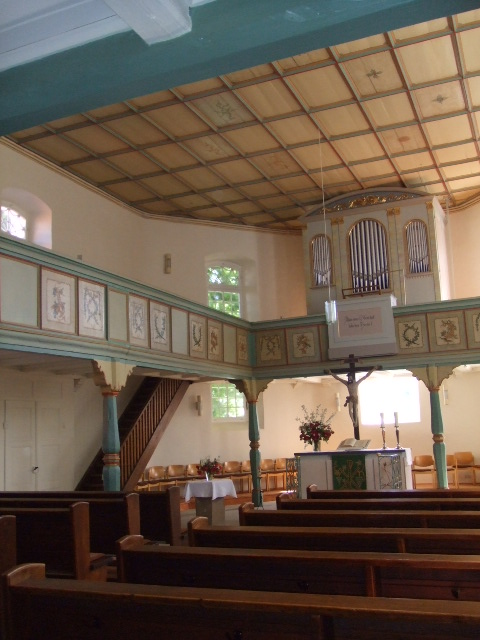
Evang. Kirche Engstingen-Kleinengstingen – Innenansicht

Die Kirchengemeinde Kleinengstingen umfasst die Ortsteile Kleinengstingen und Großengstingen der Gemeinde Engstingen. Kirchlich war Kleinengstingen zunächst Filiale von Großengstingen, das nach der Reformation aber katholisch blieb. In Kleinengstingen wurde hingegen durch Württemberg, zu dem Kleinengstingen seit 1454 gehörte, die Reformation eingeführt. Es wurde dann der Pfarrei Kohlstetten zugeordnet. Die evangelische Blasiuskirche Kleinengstingen wurde 1770/71 teilweise auf den Resten einer kleineren Vorgängerkirche erbaut. Die Bauform der Blasiuskirche als Querkirche entspricht der in Gomadingen: ein gegenüber der Raum-Längsachse quer auf die Kanzel an der Südwand ausgerichtete Konzeption mit dreiseitig bis in den nicht eingezogenen 3/6-Chorschluss umlaufender Empore. Auch das Gestühl im Parterre dürfte bis ins 20. Jahrhundert dementsprechend angeordnet gewesen sein. Der Altar und der Taufstein haben dort in der östlichen Mitte ihren frei zugänglichen Platz. Für eine Dorfkirche sind die Pflanzenornamente an Empore, Kanzel und Kassettendecke im Rokokostil von hohem Seltenheitswert. Sie stammen von dem Maler Johann August Rumny aus Urach, der in freier, nicht schablonierter Malerei statt üblicher Apostel-, Propheten- und Evangelistenfiguren florale Motive verwendet, in denen sich das Lob der Schöpfung ausdrückt. Erkennbar ist auch die Muschelform (französisch: rocaille), die dem Rokoko seinen Namen gab. Die romantische Kegelladenorgel von 1862 steht unter Denkmalschutz. Heute hat Kleinengstingen eine eigene Pfarrei.
Der Ortsteil Großengstingen blieb nach der Reformation katholisch. Überwiegend erst nach dem Zweiten Weltkrieg zogen auch evangelische Bewohner nach Großengstingen. Sie wurden der Evangelischen Kirchengemeinde Kleinengstingen zugeordnet. Die Kirchengemeinde Kleinengstingen ist auch Träger eines Kindergartens. Bis 1989 bildete die Kirchengemeinde Kleinengstingen mit der Kirchengemeinde Kohlstetten die Gesamtkirchengemeinde Kohlstetten, bevor diese nach Bekanntmachung des Oberkirchenrats vom 20. März 1989 aufgelöst wurde.

### Kirchengemeinde Kohlstetten

Evang. Marienkirche in Kohlstetten

Die Kirchengemeinde Kohlstetten umfasst den Ortsteil Kohlstetten der Gemeinde Engstingen. Eine Kirche Zu Unserer Lieben Frau wurde in Kohlstetten bereits im Jahr 1161 in einer Urkunde des Klosters Weißenau erwähnt. 1275 wurde sie als Pfarrkirche bezeichnet. Das Patronat hatte Württemberg. 1496 kam es an das Kloster Offenhausen. Nach der Reformation wurde Kohlstetten evangelische Pfarrei. Die Marienkirche wurde 1760 errichtet und besitzt im geraden östlichen Raumabschluss noch einen Rest der romanischen Ostwand des ehemaligen Chorturms mit Fresken aus der Zeit um 1500, deutlich ältere Fragmente sind sehr schlecht erhalten und nur rudimentär sichtbar. Sie zeigen einen unvollständig erhaltenen Marienzyklus und verschiedene Heiligendarstellungen sowie altwürttembergische Wappen. Die Fresken wurden erst 1956/57 bei einer Kirchenrenovierung wiederentdeckt und restauriert. Dabei wurden Reste eines vermutlich dreischiffigen Vorgängerbaus entdeckt, der wohl im Dreißigjährigen Krieg abgebrannt ist. Das heutige Schiff von 1760 trägt einen westlichen Dachreiter. Bereits 1787 musste die Kirche zum Emporeneinbau nach Norden erweitert werden. Der Stuttgarter Architekt Heinz Klatte leitete die Renovierung 1957. Dabei schuf der Stuttgarter Glaskünstler Adolf Valentin Saile das Chorfenster (Abendmahl, Kreuzigung, Auferstehung) in zurückhaltender, den Fresken angepasster Farbgebung. Eine Besonderheit ist noch der direkt um die Kirche herum angelegte und bis heute genutzte Friedhof.
Bis 1989 bildete die Kirchengemeinde Kohlstetten mit der Kirchengemeinde Kleinengstingen die Gesamtkirchengemeinde Kohlstetten, bevor diese nach Bekanntmachung des Oberkirchenrats vom 20. März 1989 aufgelöst wurde.

### Kirchengemeinde Laichingen

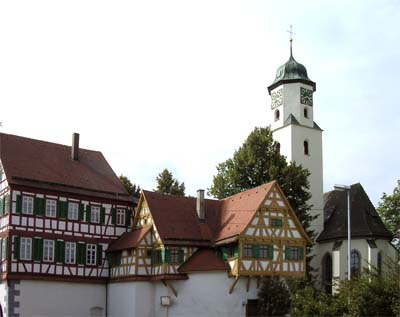
Evang. St. Albankirche in Laichingen

Die Kirchengemeinde Laichingen umfasst die Kernstadt von Laichingen. Der Stadtteil Feldstetten bildet eine eigene Kirchengemeinde. Die Stadtteile Machtolsheim und Suppingen bilden ebenfalls eigene Kirchengemeinden, jedoch innerhalb des Kirchenbezirks Blaubeuren. Seit 2009 ist aus Suppingen und Machtolsheim eine gemeinsame Kirchengemeinde geworden. Eine Kirche und Pfarrei St. Alban wurde bereits um 1100 erwähnt. Der Kirchensatz gelangte über die Pfalzgrafen von Tübingen an das Kloster Blaubeuren, dem sie mit dem gesamten Umland 1421 inkorporiert wurde. 1534 wurde die Reformation eingeführt. Die St.-Albans-Kirche wurde bereits um das Jahr 800 als Vorläuferbau und Eigenkirche des Laichinger Ortsadels erwähnt, im 14. Jahrhundert in der heutigen Größe gebaut und 1550 mit weiteren Bauteilen zu einer Kirchenburg ausgebaut. Sie erhielt 1632 einen Turmaufsatz durch Baumeister Heinrich Schickhardt, der aber nicht erhalten ist. Der heutige Turm wurde 1696 erbaut. Die Kirche verlor 2008 durch Beschluss des Kirchengemeinderats den überkommenen Namenszusatz Sankt. Das Pfarrhaus ist noch aus vorreformatorischer Zeit und wird wegen der Kapuzenkleidung der früheren Blaubeurer Benediktinermönche „Kapuzinerhaus“ genannt. Heute gibt es zwei Pfarrämter in der Kirchengemeinde Laichingen. Sie tragen die Bezeichnungen West und Ost.

### Kirchengemeinde Lautertal-Buttenhausen
Zum 1. Januar 2018 haben die beiden Kirchengemeinden Apfelstetten-Buttenhausen und Hundersingen fusioniert zur Evangelischen Kirchengemeinde Lautertal-Buttenhausen. Die Kirchengemeinde umfasst die evangelischen Gemeindeglieder der Ortschaften Apfelstetten mit der Barbarakirche, Buttenhausen mit der Michaelskirche, Hundersingen mit der Martinskirche sowie Bremelau, Dürrenstetten, Bichishausen mit den Steighöfen und Gundelfingen.
Die frühere Kirchengemeinde Apfelstetten umfasst den Stadtteil Apfelstetten der Stadt Münsingen. Kirchlich war Apfelstetten vor der Reformation eine Filiale von Buttenhausen. Dann wurde Apfelstetten der Pfarrei Münsingen, später Hundersingen zugeordnet. Nachdem auch in Buttenhausen die Reformation eingeführt wurde, wurde Apfelstetten wieder der Pfarrei Buttenhausen zugeordnet, so dass Apfelstetten bis heute vom Pfarramt Buttenhausen betreut wird. Die Barbarakirche in Apfelstetten wurde im 14. Jahrhundert erbaut und dabei der ältere romanische Chor um 1350 durch einen gotischen Hochchor ersetzt. Bei der Renovierung 1969 bis 1972 wurden noch Reste des romanischen Vorgängerbaus sowie im Chor ein gotischer Freskenzyklus Reichenauer Schule (Passion, Kreuzigung) freigelegt. Das Kirchenschiff zieren eine achteckige Kanzel mit Bauernmalerei und eine Rokoko-Orgel von 1786.
Die frühere Kirchengemeinde Buttenhausen umfasst den Stadtteil Buttenhausen der Stadt Münsingen. Eine Kirche und Pfarrei St. Michael wurde 1275 erstmals erwähnt. 1508 wird auch eine Nikolauskapelle beim Schloss erwähnt. Das Patronatsrecht hatten wechselnde Herrschaften. 1569 wurde die Reformation eingeführt. Die heutige Martinskirche ist ein neugotischer Bau des frühen 19. Jahrhunderts. Dabei wurde der Turm des Vorgängerbaus übernommen. 1965 schuf der Stuttgarter Glaskünstler Adolf Valentin Saile die Glasgemälde im Chor (Gleichnisse nach Lk 10-15,LUT : verlorener Sohn, großes Gastmahl, barmherziger Samariter). Das Pfarramt Buttenhausen betreut auch die Kirchengemeinde Apfelstetten.
Die frühere Kirchengemeinde Hundersingen umfasst die Stadtteile Hundersingen, Bichishausen, Bremelau und Gundelfingen der Stadt Münsingen, wobei Bremelau bis 1949 noch zur Kirchengemeinde Mehrstetten gehörte und erst durch Bekanntmachung des Oberkirchenrats vom 18. März 1949 in die Kirchengemeinde Hundersingen umgegliedert wurde. Eine Kirche und Pfarrei wurde in Hundersingen 1275 erstmals erwähnt. Das Patronat hatten die Ortsherren. Die Reformation wurde durch Württemberg 1534 eingeführt. Die heutige Pfarrkirche ist ein einfacher Saalbau von 1611 mit einer spätbarocken Orgel. Die drei Glaskunstfenster aus den 1980er Jahren mit dem Thema Dreieinigkeit (Vater, Sohn und Heiliger Geist) stammen von der früheren Zwiefalter Künstlerin Ursula Nollau (* 1944), die jetzt in Sachsen lebt.
Bichishausen blieb infolge der Zugehörigkeit zum Fürstentum Fürstenberg ebenso wie Bremelau, das unter anderem zur Grafschaft Lichtenstein gehörte, und Gundelfingen, das zu verschiedenen Herrschaften gehörte, nach der Reformation katholisch. Die überwiegend erst nach dem Zweiten Weltkrieg zugezogenen Bewohner dieser Orte wurden der früheren Kirchengemeinde Hundersingen, bzw. im Falle Bremelaus zunächst der Kirchengemeinde Mehrstetten zugeordnet.

### Kirchengemeinde Mehrstetten-Sondernach

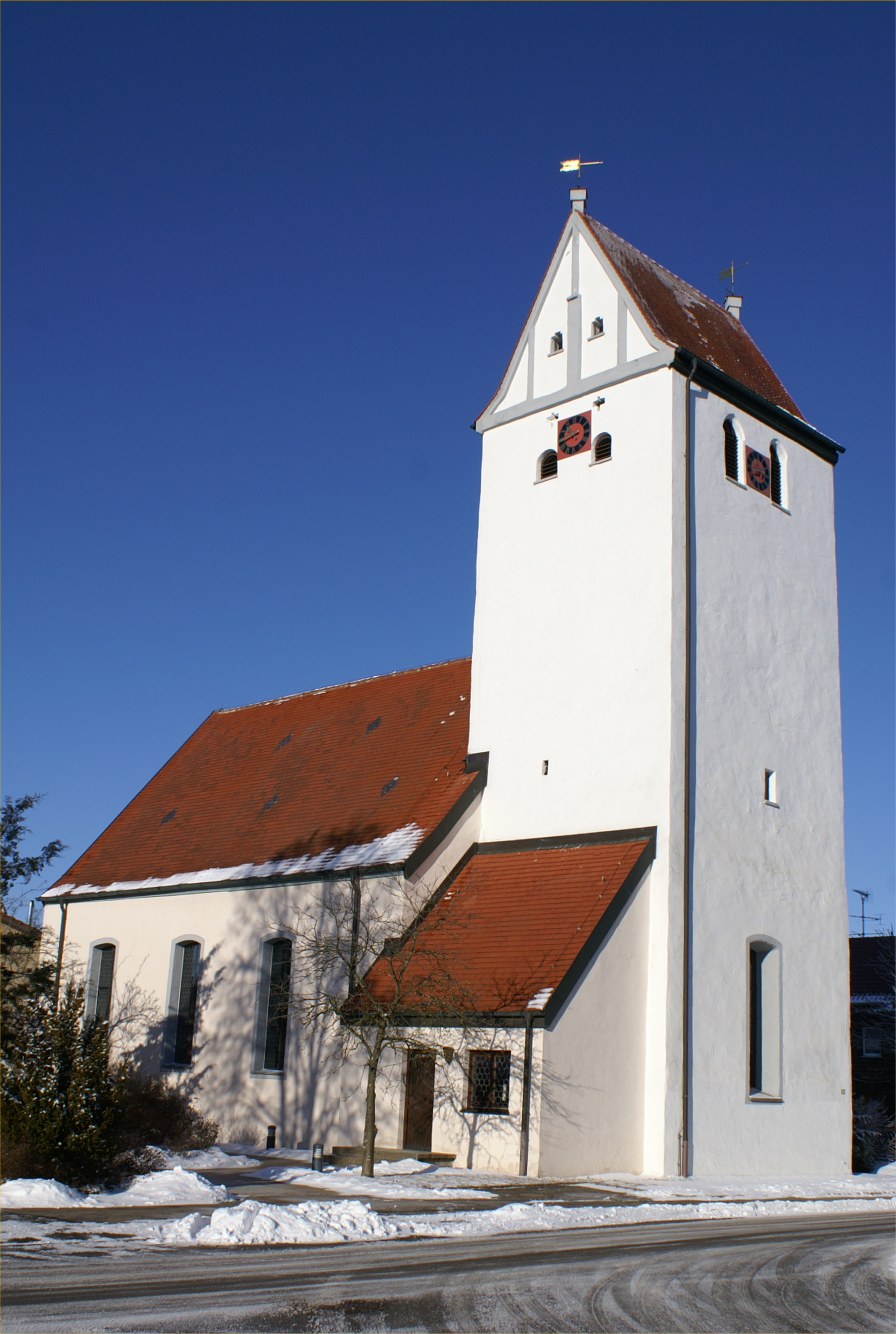
Evangelische Kirche in Mehrstetten

Die Kirchengemeinde Mehrstetten-Sondernach umfasst die Gemeinde Mehrstetten sowie die Stadtteile Gundershofen, Hütten und Sondernach der Stadt Schelklingen. Sie entstand durch die Fusion der beiden Kirchengemeinden Mehrstetten und Sondernach.
Die Kirchengemeinde Mehrstetten umfasste die Gemeinde Mehrstetten. Kirchlich gehörte Mehrstetten zunächst zu Münsingen. Eine Pfarrei wurde vermutlich im 15. Jahrhundert errichtet. 1534 wurde die Reformation eingeführt. Die Georgskirche ist eine spätgotische Chorturmanlage aus dem 15. Jahrhundert, das Schiff wurde 1577 und 1828 nochmals erweitert. Im Jahre 1933 wurden zwei Farbglasfenster eingebaut: ein Rundfenster von Ernst H. Graeser, das jedoch um 1971 wieder ausgebaut wurde (Reste erhalten), und das Chorfenster von Walter Kohler mit dem Motiv des auferstandenen Christus mit Kreuznimbus.
Bis 1949 gehörten auch die evangelischen Bewohner von Bremelau zur Kirchengemeinde Mehrstetten. Durch Bekanntmachung des Oberkirchenrats vom 18. März 1949 wurden diese in die Kirchengemeinde Hundersingen umgegliedert.

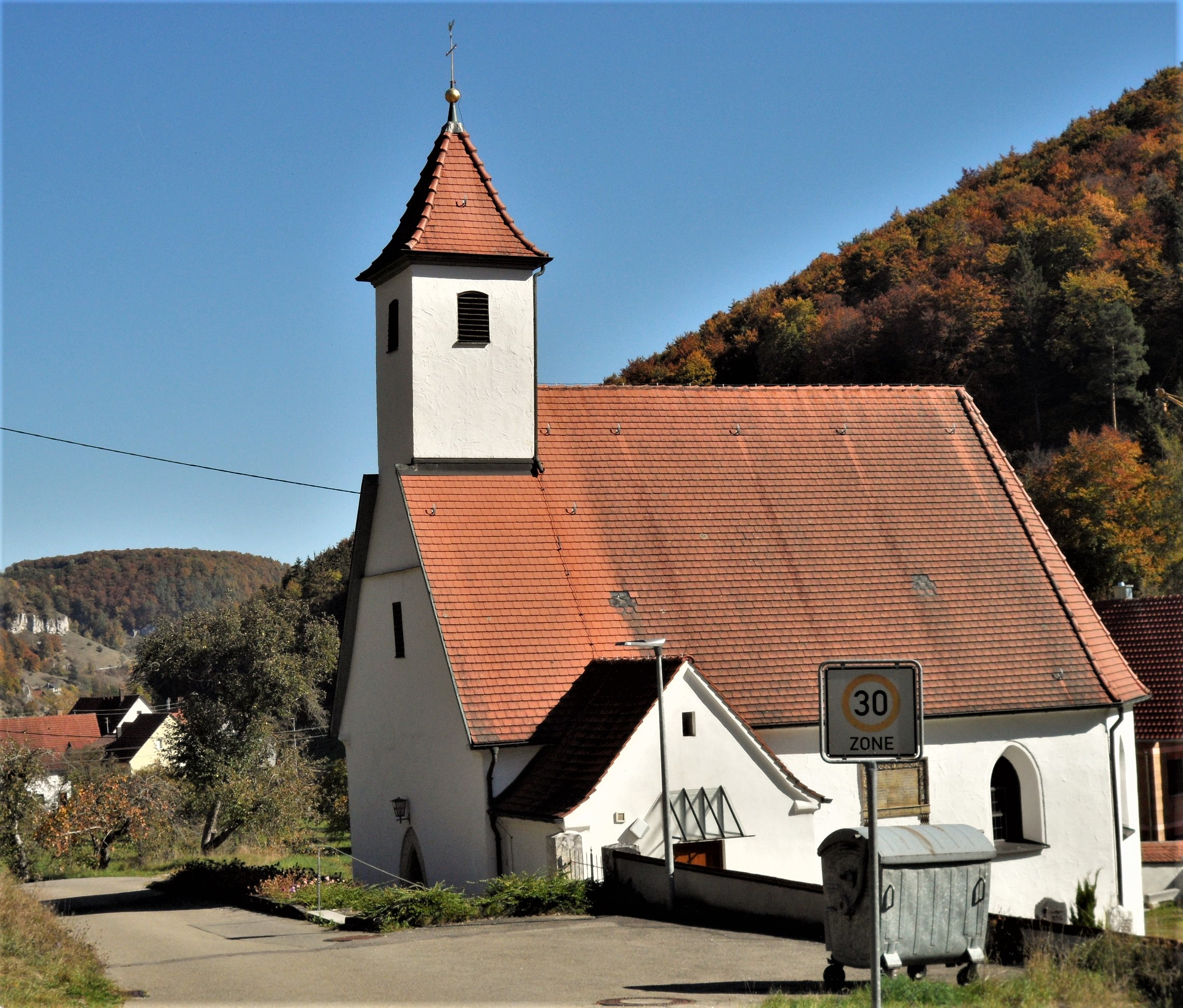
Evangelische Kirche in Sondernach

Die Kirchengemeinde umfasste die Stadtteile Sondernach, Gundershofen und Hütten der Stadt Schelklingen sowie seit 1934 den zu Frankenhofen (heute Stadt Ehingen) gehörigen Karlshof. Die Kernstadt Schelklingen bildet mit den Stadtteilen Hausen ob Urspring und Schmiechen eine eigene Kirchengemeinde im Kirchenbezirk Blaubeuren. Die Stadtteile Ingstetten und Justingen gehören zur Kirchengemeinde Ennabeuren, wobei Justingen erst durch Bekanntmachung des Oberkirchenrats vom 18. April 1955 von der Kirchengemeinde Sondernach in die Kirchengemeinde Ennabeuren umgegliedert wurde.
Kirchlich gehörte Sondernach zunächst zu Gundershofen. Nach der Reformation wurde es Filiale von Mehrstetten. Die spätgotische evangelische Kirche inmitten des Friedhofs auf der Anhöhe wurde 1598–1599 errichtet. Sie hat im Westen einen Dachreiter und einen polygonalen Ostchor. Zwei Farbglasgemälde wurden für die Kirche geschaffen: 1934 von Ernst H. Graeser eine kleinere Einlage in ein größeres Fenster (Motiv: Verlorener Sohn) und 1964 von Adolf Valentin Saile ein Kreuzigungsfenster.
Gundershofen und Hütten blieben nach der Reformation katholisch. Die überwiegend erst nach dem Zweiten Weltkrieg zugezogenen evangelischen Bewohner wurden der Kirchengemeinde Sondernach zugeordnet.
Der Karlshof gehörte bis 1934 noch zur Kirchengemeinde Weilersteußlingen im Kirchenbezirk Blaubeuren. Durch Bekanntmachung des Oberkirchenrats vom 7. März 1934 wurde dieser jedoch in den Kirchenbezirk Münsingen umgegliedert und der Kirchengemeinde Sondernach zugeordnet.

### Gesamtkirchengemeinde Metzingen
Die Gesamtkirchengemeinde Metzingen umfasst die Kernstadt von Metzingen. Die Kirchengemeinde Metzingen wuchs durch Zuzug nach dem Zweiten Weltkrieg stark an. So wurde 1960 die Friedenskirche erbaut und dort 1965 eine eigene Pfarrei errichtet. Eine weitere Pfarrei entstand in Neugreuth 1971. Sie wurde durch Bekanntmachung des Oberkirchenrats vom 17. Dezember 1965 gebildet, als die bis dahin alleinige Kirchengemeinde Metzingen in die drei Teilkirchengemeinden Martinskirchengemeinde Metzingen, Friedenskirchengemeinde Metzingen und Neugreuth-Kirchengemeinde Metzingen aufgeteilt und diese in der neuen Gesamtkirchengemeinde Metzingen zusammengeschlossen wurden. Das Kultusministerium hatte die Gesamtkirchengemeinde Metzingen und deren Teilkirchengemeinden mit Schreiben vom 20. Mai 1965 als Körperschaften des öffentlichen Rechts anerkannt. Die zunächst drei, nunmehr zwei Kirchengemeinden Martinskirche und Friedenskirche-Neugreuth bilden heute die evangelische Gesamtkirchengemeinde Metzingen. Die Gesamtkirchengemeinde Metzingen ist Träger von drei Kindergärten, einen in der Friedensgemeinde, einen im Sannental und einen im Hart-Hölze.

#### Martinskirchengemeinde Metzingen

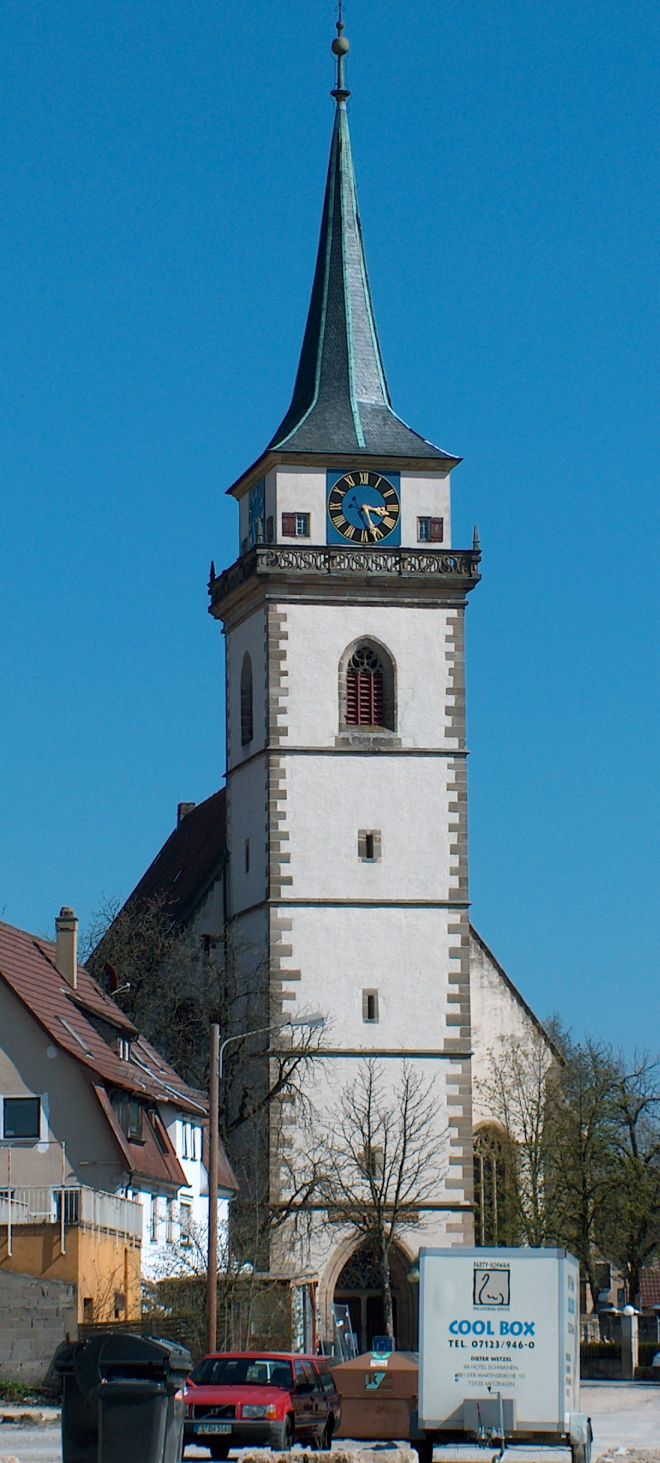
Evang. Martinskirche Metzingen

Die Martinskirchengemeinde Metzingen umfasst Teile der Kernstadt von Metzingen. Die Martinskirche war eine der Urpfarreien im Ermstal. 1275 sind zwei Pfarrpfründen bezeugt, von denen eine 1454 von Württemberg an das Kloster Zwiefalten gab, welches das Patronat dem Bistum Konstanz inkorporierte und erst 1750 wieder an Württemberg zurückgab. Württemberg führte 1537 die Reformation ein. Die evangelische Martinskirche wurde um 1500 anstelle eines romanischen Vorgängerbaus als dreischiffige, flach gedeckte Hallenkirche mit netzgewölbtem Chor errichtet. Heinrich Schickhardt erhöhte den Turm 1613 auf 57 Meter. Oberbaurat Christian Friedrich von Leins wandte 1873 für die Einwölbung der Langhaus- und Seitenschiffe eine neuartige, von ihm zuvor bei der Einwölbung der Tübinger Stiftskirche erprobte Bautechnik an: weder ein unbezahlbarer Stein-Massivbau noch ein preiswertes Holzgewölbe, sondern ein Gewölbe mit Zementguss-Rippen und leichten Tuffstein-Gewölbefeldern. Der Reutlinger Architekt Manfred Wizgall behielt bei der umfassenden Renovierung und Neugestaltung 1962–64 diese Einwölbung bei, entfernte aber sonst die neugotischen Einbauten, Seitenemporen und Ausstattung auch der Prinzipalien. 1981 folgte eine Außenrenovierung, 1993 die Renovierung des Chores und 2004 des Schiffs. Der Bildhauer Hermann Bach schuf 1883 das Luther-Steinrelief über der Sakristeitür, Jakob Brüllmann 1938 den hölzernen Altarkruzifixus. Die Chor- und Sakristeifenster von Rudolf Yelin d. J. von 1946 wurden bereits 1953 ersetzt durch die Chorfenster (Stiftungen) des Reutlinger Kunsterziehers am Isolde-Kurz-Gymnasium, Adolf Huber (1910 bis nach 1992) mit den Motiven Geburt, Passion und Auferstehung Christi. Die Farbverglasung des Maßwerks im Westportal-Tympanon mit der Mantelteilung des Kirchenpatrons schuf 1964 Adolf Valentin Saile, und die Kanzel-Holzreliefs (Fußwaschung, Blindenheilung, ungläubiger Thomas, Emmausjünger) schnitzte Karl Hemmeter. 1979 erhielt die Kirche eine neue Orgel, die erste Orgel ist 1700 nachgewiesen.
Im 15. Jahrhundert gab es in Metzingen ferner zwei Kapellen Zu Unserer Lieben Frau zu der Ruh und St. Bernhard. Eine weitere Pfarrkirche St. Florinus stand auf dem gleichnamigen Berg. Diese Pfarrei wurde 1482 mit der Schlosskapelle Tübingen vereinigt und bald danach wurde die Pfarrkirche abgetragen. Nördlich der Martinskirche befindet sich das Gemeindehaus aus dem Jahr 1914, das 1973 erweitert wurde. Heute sind zwei Pfarrer an der Martinskirche tätig.

#### Kirchengemeinde Friedenskirche-Neugreuth, Metzingen
Die Friedenskirchengemeinde Metzingen umfasst Teile der Kernstadt von Metzingen. Als die Kirchengemeinde Metzingen durch Zuzug nach dem Zweiten Weltkrieg stark anwuchs, wurde 1960 eine zweite Kirche, die Friedenskirche erbaut und dort 1965 eine eigene Pfarrei und die selbständige Friedenskirchengemeinde Metzingen errichtet. Sie entstand durch Bekanntmachung des Oberkirchenrats vom 17. Dezember 1965, als die bis dahin alleinige Kirchengemeinde Metzingen in zunächst drei Teilkirchengemeinden aufgeteilt und diese in der neuen, seit den 200er Jahren noch zwei Gemeinden umfassende (Martinskirche und Friedenskirche-Neugreuth) Gesamtkirchengemeinde zusammengeschlossen wurde. Vom Backnanger Architekt Otto Nußbaum wurde 1960 der Kirchenneubau samt rechtwinklig anschließendem Gemeindesaal sowie Wohn- und Kindergartenbau errichtet. Die künstlerische Gesamtkonzeption und deren Einzelkunstwerke stammen von Helmuth Uhrig: die Glasgestaltung der drei Fenster mit dem Erzengel-Zyklus in Grisailletechnik (Raphael mit Tobias, Gabriel mit Maria, Michael mit dem Drachen) und der vier Farbfenster des Paulus-Zyklus: vor dem Hohen Rat (Apg 23 ); Traum vom behütenden Engel (Apg 27,23 ); Dank und Brotbrechen (Apg 27,35 ); Paulus übersteht Schlangenbiss (Apg 28,2f ). Exklusiv hierfür wurde das so genannte Bernhardt-Glas verwendet, „das die Leuchtkraft von mittelalterlichen Glasmalereien erreicht und genauso undurchsichtig ist“. Weitere Uhrig-Kunstwerke sind das Altarwand-Sgraffito, die Holzbildhauerarbeiten an der Kanzel und am Altarkreuz sowie die Paramente.

### Kirchengemeinde Mittelstadt

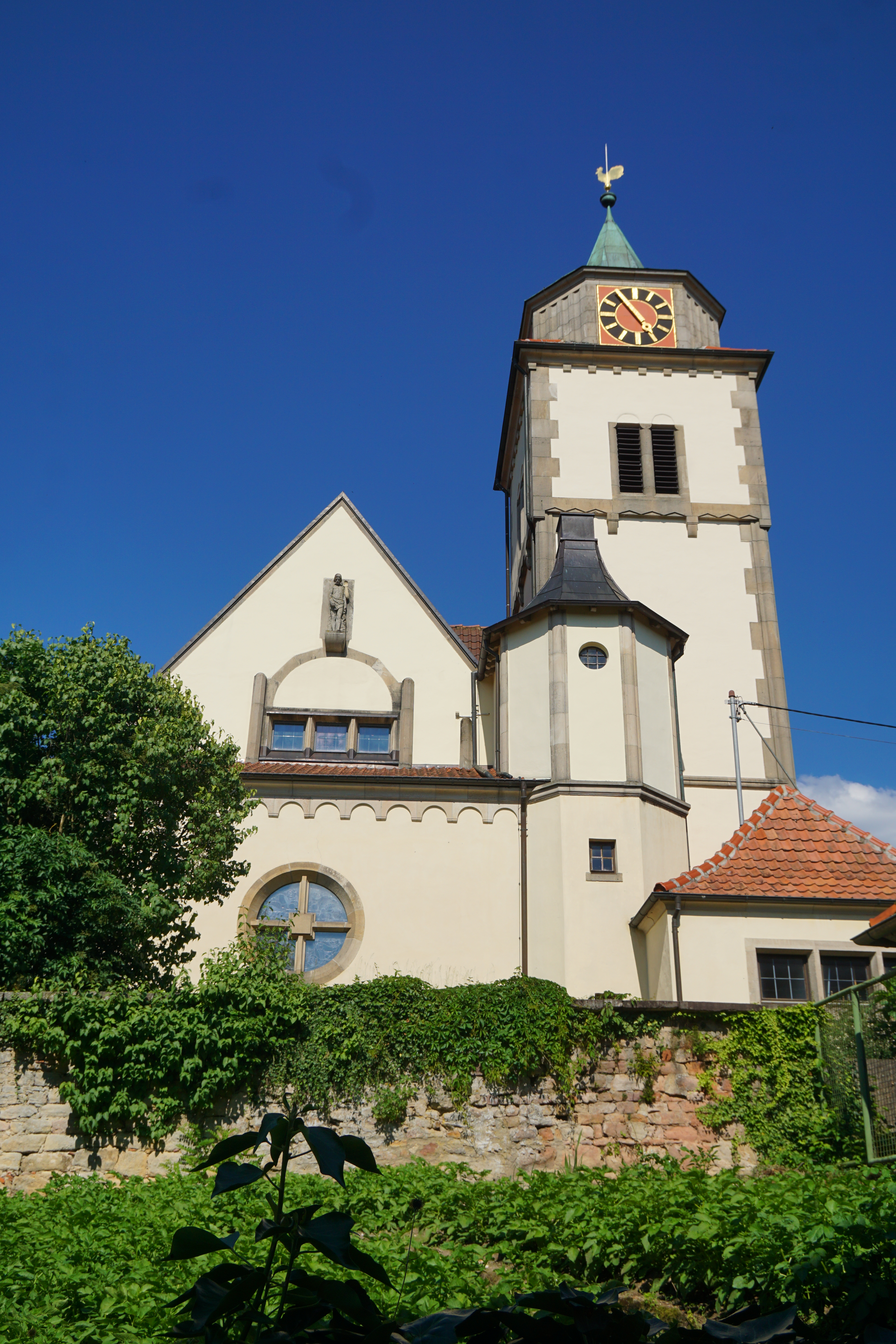
Martinskirche in Mittelstadt

Die Kirchengemeinde Mittelstadt umfasst den Stadtteil Mittelstadt der Stadt Reutlingen. Sie ist neben der Kirchengemeinde Reicheneck die einzige Kirchengemeinde der Stadt Reutlingen, die zum Kirchenbezirk Bad Urach gehört. Die Kirche und Pfarrei St. Martin in Mittelstadt wurde 1275 erstmals erwähnt. 1413 wurde sie dem Klarissenkloster in Pfullingen inkorporiert. Die Martinskirche wurde anstelle der alten Kirche 1912 nach Plänen von Martin Elsaesser neu erbaut. Die einschiffige Saalkirche mit 500 Sitzplätzen ist mit dem rechteckigen Altarhaus nach Westen ausgerichtet. Bauplastischer Schmuck des Stuttgarter Bildhauers Daniel Stocker ziert die Fassade (Johannes der Täufer, Mantelszene mit Martin von Tours, ein sich für seine Jungen aufopfernder Pelikan als Christussymbol). Den Innenraum prägen der florale Ornamentschmuck am Holzwerk bis in die kassettierte Tonnendecke hinauf, die im Jugendstil verglaste Westrosette über dem Altar mit dem Barockkruzifix davor und einige Epitaphien. Andere bauzeitliche Ausschmückungen, Farbverglasungen und die Wandbilder der vier Evangelisten sind nicht mehr erhalten. Zum hundertjährigen Jubiläum fand 2012 eine umfassende Restaurierung statt. Zu Mittelstadt gehört Hammetweil, das auf der gegenüberliegenden Seite des Neckars auf dem Gebiet von Neckartenzlingen liegt.

### Kirchengemeinde Mundingen
Die Kirchengemeinde Mundingen umfasst die Stadtteile Mundingen, Dächingen, Erbstetten, Granheim und Kirchen der Stadt Ehingen (Donau) sowie die Gemeinde Lauterach. Die anderen Stadtteile Ehingens gehören überwiegend zum Kirchenbezirk Blaubeuren. Eine Kapelle wurde in Mundingen bereits 854 erwähnt, eine Kirche und Pfarrei 1208. Der Kirchensatz gelangte 1383 an Württemberg, das die Reformation einführte. Die heutige evangelische Kirche stammt aus dem Jahr 1790, der noch ältere Turm ist gotisch. Anfang des 20. Jahrhunderts wurden im Kirchenschiff fünf Farbfenster mit reizvollen Jugendstil-Ornamenten eingebaut. Die beiden ungegenständlichen Farbverglasungen der Chorfenster (um 1957) stammen wohl von Wolf-Dieter Kohler und entsprechen seinen Fenstern in der Galluskirche Brenz an der Brenz.
Dächingen, Erbstetten, Granheim und Kirchen sowie Lauterach blieben nach der Reformation katholisch. Die überwiegend erst nach dem Zweiten Weltkrieg zugezogenen evangelischen Bewohner wurden der Kirchengemeinde Mundingen zugeordnet.

### Gesamtkirchengemeinde Münsingen und Trailfingen
2014 schlossen sich die Kirchengemeinden Münsingen und Trailfingen zur Gesamtkirchengemeinde Münsingen und Trailfingen zusammen. Die drei Pfarrämter tragen die Namen Münsingen I, Münsingen II und Münsingen III/Trailfingen.

#### Kirchengemeinde Münsingen
Die Kirchengemeinde Münsingen umfasst die Kernstadt von Münsingen. Eine Kirche wurde in Münsingen bereits 804, eine Pfarrei 1228 erwähnt. Das Patronat hatten die Grafen von Urach und dann Württemberg als deren Nachfolger. Die heutige Martinskirche ist ein Bau aus dem 13. Jahrhundert. Das dreischiffige Langhaus mit spätgotischem Chor wurde von Peter von Koblenz, dem Erbauer der Stiftskirche St. Amandus Bad Urach und der Stiftskirche Tübingen, errichtet. Bemerkenswert ist im Chor das Sternrippengewölbe mit feingestalteten Schlusssteinen, die samt weiterer Gewölbemalerei im Jahre 1976 freigelegt und restauriert wurden. Der Turm wurde im Jahr 1887 durch Christian Friedrich von Leins mit einem Glockengeschoss und dem neugotischen achteckigen Steinhelm in den Formen der französischen Hochgotik versehen. Bei der Restaurierung des Schiffes in den Jahren 1983/1984 wurde die Raumfassung aus den Jahren 1557/1558 wiederhergestellt, die eine graue Quadermalerei an den Arkaden und Fenstern sowie eine farbenfrohe Holzleistendecke zeigt und aus dem 17. Jahrhundert stammt. Die teils frühe Ausstattung mit Prinzipalien und Bildhauerarbeiten wurde nach dem Zweiten Weltkrieg durch zwei Künstler mit Farbverglasungen ergänzt. 1960 wurden die Maßwerkfenster im Chor von Wolf-Dieter Kohler gestaltet (links: die Werke der Barmherzigkeit; Mitte: der erhöhte Christus mit Weltgerichts-Szenario; rechts: das Gleichnis von törichten und klugen Jungfrauen) und 1992–1999 die Seitenschiff-Fenster von Ursula Nollau (* 1944) aus Zwiefalten (Südfenster: Taufe und Abendmahl; Nordfenster: Verheißung und Segen). Die Kirche ist heute eine der beiden Dekanatskirchen des Kirchenbezirks Bad Urach-Münsingen.
Gruorn, das ehemalige Dorf inmitten des inzwischen aufgelassenen Truppenübungsplatzes Münsingen, gehört zwar nur geographisch, bis zu seiner Räumung 1939 auch kirchlich, zum nahegelegenen Münsingen und Trailfingen. Als Gemeindefreies Gebiet ist es seither und auch nach dem Ende des Truppenübungsplatzes und seiner militärischen Nutzung 2005 eine Wüstung ohne Einwohner. Seit 1968 finden dort jährlich zu einigen Festtagen wieder Gottesdienste statt. Das heutige UNESCO-Biosphärengebiet Schwäbische Alb mit Kernzone Gruorn ist wieder zugänglich. Die Stephanuskirche wird 1095 erstmals genannt. Fresken von 1380 (1540 übertüncht) konnten bereits 1903 freigelegt werden. Vor allem die Gestaltung der zehn ausdrucksstarken Kirchenfenster mit Glasgemälden von Ursula Nollau prägt den kargen Kirchenraum. Gerade auch mit diesen Fenstern ist die Stephanuskirche Gruorn ein Mahnmal gegen Krieg und Zerstörung.

#### Kirchengemeinde Trailfingen
Die Kirchengemeinde Trailfingen umfasst den Stadtteil Trailfingen der Stadt Münsingen. Eine Kirche St. Andreas wurde in Trailfingen bereits 770 erwähnt. Sie war Filiale von Seeburg, dann von Gruorn, seit den 1930er Jahren von Münsingen. Die Kirche ist von einer Wehrmauer umgeben. Sie hat einen spätgotischen Chor von 1440, der Turm wurde um 1480 erbaut. Das Schiff wurde 1908 von Martin Elsaesser mit Erweiterung neu erbaut, wobei der Taufstein aus der Frührenaissance (Uracher Schule) wiederverwendet wurde. Die zwei Schiff-Fenster (Kreuztragung, Flucht nach Ägypten) und das Emporenfenster (Gethsemane) schuf zur Einweihung die Stuttgarter Künstlerin Käte Schaller-Härlin, von dem Maler Franz Heinrich Gref stammt das Deckengemälde im Langhaus (Heiliger Geist, umgeben von Evangelisten-Symbolen) und sonstige Holzmalereien wie die Kassettendecke in ornamentalem Jugendstil. 1972/73 wurde die Kirche renoviert. Der Innenraum hat weiterhin Jugendstilcharakter. Bis 1939 gehörte die Kirchengemeinde Trailfingen zum Kirchenbezirk Bad Urach. Mit Wirkung vom 1. April 1939 wurde sie in den Kirchenbezirk Münsingen umgegliedert.

### Kirchengemeinde Neuhausen an der Erms
Die Kirchengemeinde Neuhausen an der Erms umfasst den Stadtteil Neuhausen an der Erms der Stadt Metzingen. Kirchlich gehörte Neuhausen an der Erms zunächst zu Dettingen an der Erms. Ende des 14. Jahrhunderts ist eine Kapelle zu Unserer Lieben Frau genannt. 1431 wird eine Pfründe durch den Bischof von Konstanz bestätigt. 1534/36 wurde in Neuhausen an der Erms eine eigene Pfarrei errichtet, die zunächst auch Glems betreute. Die Marienkapelle wurde um 1570 zur Pfarrkirche ausgebaut. Der Umbau in Rokokoformen zur Querkirche wurde 1750/1754 „fast identisch mit der Kirche in Stetten [im Remstal]“ vorgenommen. 1969 wurde die Kirche abgerissen und 1972 ein neues Gemeindezentrum mit der Zwölf-Apostel-Kirche erbaut. Der Turm der alten Kirche blieb als Campanile erhalten.

### Kirchengemeinde Ödenwaldstetten-Pfronstetten
Die Kirchengemeinde Ödenwaldstetten-Pfronstetten umfasst die Ortsteile Ödenwaldstetten und Eglingen der Gemeinde Hohenstein, den Hauptort und die Ortsteile Aichelau und Aichstetten der Gemeinde Pfronstetten sowie den Stadtteil Wilsingen der Stadt Trochtelfingen. Sie bestand als Gesamtkirchengemeinde bis vor wenigen Jahren aus den früheren Kirchengemeinden Ödenwaldstetten und Pfronstetten. Beide früheren Kirchengemeinden sind seit ca. 2018 fusioniert.
Eine Kirche und Pfarrei St. Nikolaus wurde in Ödenwaldstetten bereits 1275 erwähnt. Sie wechselte mehrfach den Besitzer und blieb schließlich bei Württemberg, das die Reformation einführte, obgleich der Ort zum Kloster Zwiefalten gehörte. Erst 1778 kaufte Württemberg die Rechte an Ödenwaldstetten vom Kloster Zwiefalten ab. Die Nikolauskirche ist teilweise noch gotisch. Im 17. Jahrhundert wurde sie erweitert und 1778, 1849, 1910 und 1956 renoviert. Die Nikolauskirche ist teilweise noch gotisch: Fresken von 1350 (Abendmahlsszene und Schutzmantelmadonna-Darstellung), frühgotischer Taufstein und ein Kruzifix von 1510/1520 an der Südwand. Das Chorfenster mit der Darstellung von Geburt, Passion und Herrlichkeit Christi stammt von 1956. In Ödenwaldstetten gab es im 16. Jahrhundert wohl eine weitere Kirche, die Martinskirche. Sie ist aber abgegangen.
Bereits durch Bekanntmachung des Oberkirchenrats vom 18. Mai 1925 wurde die damalige Filialkirchengemeinde Pfronstetten zusammen mit Wilsingen vom Pfarramt Bernloch dem Pfarramt Ödenwaldstetten zugeordnet.
Der Ortsteil Eglingen blieb nach der Reformation katholisch. Die überwiegend erst nach dem Zweiten Weltkrieg zugezogenen Bewohner wurden zunächst der Kirchengemeinde Dapfen zugeordnet. Infolge der politischen Zugehörigkeit zur Gemeinde Hohenstein wurde Eglingen durch Bekanntmachung des Oberkirchenrats vom 26. Februar 1987 jedoch der Evangelischen Kirchengemeinde Ödenwaldstetten zugeordnet.
Bis 1953 gehörten auch die evangelischen Bewohner von Ehestetten zur Kirchengemeinde Ödenwaldstetten. Durch Bekanntmachung des Oberkirchenrats vom 23. Oktober 1953 wurden diese jedoch der Kirchengemeinde Dapfen zugeordnet und seit 1983 gehören sie zur Kirchengemeinde Hayingen.
Die frühere Kirchengemeinde Pfronstetten umfasst den Hauptort und die Ortsteile Aichelau und Aichstetten der Gemeinde Pfronstetten (die anderen Ortsteile gehören zur Kirchengemeinde Zwiefalten) sowie den Stadtteil Wilsingen der Stadt Trochtelfingen (die anderen Stadtteile gehören zum Kirchenbezirk Reutlingen). Alle Orte blieben nach der Reformation katholisch. Seit dem 19. Jahrhundert und vermehrt nach dem Zweiten Weltkrieg zogen auch evangelische Bewohner zu, so dass in Pfronstetten eine eigene Kirchengemeinde gebildet wurde. Sie wurde anfangs durch den Pfarrer aus Zwiefalten, dann von Bernloch aus mit betreut. Durch Bekanntmachung des Oberkirchenrats vom 18. Mai 1925 wurde die damalige Filialkirchengemeinde Pfronstetten zusammen mit Wilsingen mit Wirkung vom 1. Juli 1925 vom Pfarramt Bernloch dem Pfarramt Ödenwaldstetten zugeordnet.
Aus dem wachsenden Bedürfnis nach einem Schulhaus und Betsaal heraus konnte 1939 in Pfronstetten ein eigenes Gebäude, schließlich Christuskirche genannt, erbaut werden. Der Wunsch nach einer sakraleren Gestaltung des Kircheninnenraumes in den 90er Jahren führte zur künstlerischen Neugestaltung der Kirchenfenster durch Ursula Nollau aus Zwiefalten. Die Fenster illustrieren zentrale Ereignisse der biblischen Heilsgeschichte und lassen dabei Altes und Neues Testament zu Wort kommen.

### Kirchengemeinde Ohnastetten
Die Kirchengemeinde Ohnastetten umfasst den Ortsteil Ohnastetten der Gemeinde St. Johann (Württemberg). Die Kirche wurde 1763 erbaut. Doch bereits vor 1430 stand an selber Stelle eine kleine Kapelle. Sie war dem heiligen Mauritius geweiht. Um das Jahr 1460 erhielt Ohnastetten einen eigenen Pfarrer. Die Kapelle wurde zur Pfarrkirche ernannt und vom Kloster Offenhausen inkorporiert. Das Kloster Offenhausen war aber dem heiligen Pankratius geweiht, sodass beide Patrozinien beibehalten wurde. Der Name „Pankratiuskirche“ hat sich auch nach Einführung der Reformation 1534 erhalten. Nach der Zerstörung der Kirche während des Dreißigjährigen Krieges dauerte es mit einem Neubau bis 1763. Der erhielt in der Folgezeit Anbauten wie Anfang der 1970er Jahre das Gemeindehaus, wo auch die weit über die Region hinaus bekannte „Franziska-Bibliothek“ mit ihren 384 Bänden verwahrt ist, für die damals arme Gemeinde eine Schenkung der frommen Franziska von Hohenheim (1748 – 1811), der zweiten Ehefrau des Herzogs Carl Eugen von Württemberg. Die wertvolle Sammlung ist mit ihrem religiösen, kirchengeschichtlichem, philosophischen und literarischen Inhalt eine wahre Fundgrube für Historiker. Gemälde beider Kirchenpatrone zieren die Kirche mit dem schwarzen Schieferturm. Die Kirchengemeinde Ohnastetten wird heute vom Pfarramt Holzelfingen betreut.
Bis 1939 gehörte die Kirchengemeinde Ohnastetten zum Kirchenbezirk Bad Urach. Mit Wirkung vom 1. April 1939 wurde sie in den Kirchenbezirk Reutlingen umgegliedert. Zum 1. Januar 2021 wechselte sie in den Kirchenbezirk Bad Urach-Münsingen.

### Kirchengemeinde Reicheneck
Die Kirchengemeinde Reicheneck umfasst den Stadtteil Reicheneck der Stadt Reutlingen. Sie ist neben der Kirchengemeinde Mittelstadt die einzige Kirchengemeinde der Stadt Reutlingen, die zum Kirchenbezirk Bad Urach gehört. Kirchlich gehörte Reicheneck stets zu Mittelstadt, doch wurde durch Bekanntmachung des Konsistoriums vom 7. März 1908 die selbständige Filialkirchengemeinde Reicheneck der Muttergemeinde Mittelstadt gebildet, nachdem das Kirchen- und Schulministerium der Errichtung der Filialkirchengemeinde Reicheneck zugestimmt hatte. 1910 erhielt die Kirchengemeinde Reicheneck dann auch eine eigene Kirche, die vom bekannten Architekten Martin Elsaesser erbaut wurde.

### Kirchengemeinde Riederich
Die Kirchengemeinde Riederich umfasst die Gemeinde Riederich. Kirchlich war Riederich lange Zeit Filiale von Bempflingen. Durch die Zugehörigkeit zum Kloster Denkendorf wurde wohl die Reformation nach dessen Säkularisation eingeführt. 1841 wurde Riederich ständige Pfarrverweserei, 1860 Pfarrei. Die evangelische Auferstehungskirche wurde 1958 vom Reutlinger Architekt Manfred Wizgall erbaut. Dabei wurde der Turm der romanischen Vorgängerkirche beibehalten, ferner auch ein Teil der Nordwand mit damals freigelegten Fresken, entstanden um das Jahr 1450. Der Künstler Wilhelm Pfeiffer (Tübingen-Hirschau, 1918-1991) schuf zum neuen Kirchennamen das Sgraffito über der Südtür (Auferstandener mit Grabesengel und Maria Magdalena), dazu das Steinrelief über dem Haupteingang (Heimkehrender „verlorener“ Sohn). Auch der Glaskünstler Adolf Valentin Saile thematisierte den Kirchennamen im Chorfenster.

### Verbundkirchengemeinde Kispel
Die seit dem 1. Januar 2022 bestehende Evangelische Verbundkirchengemeinde Kispel umfasst die Ortsteile Bleichstetten, Gächingen, Lonsingen, Upfingen und Würtingen der Gemeinde St. Johann und den Bad Uracher Stadtteil Sirchingen.
Die neue Verbundkirchengemeinde ist eine Körperschaft des öffentlichen Rechts. Die bisherigen lokalen Kirchengemeinden bestehen weiter, das Eigentum an Immobilien, Rücklagen, Stiftungen
und Erbschaften bleibt bei der Kirchengemeinde vor Ort.

#### Kirchengemeinde Bleichstetten
Die Kirchengemeinde Bleichstetten umfasst den Ortsteil Bleichstetten der Gemeinde St. Johann. Kirchlich gehörte Bleichstetten zunächst zu Gächingen, ab 1556 zu Würtingen, von wo sie bis heute noch betreut wird. Im 18. Jahrhundert wurde in Bleichstetten eine eigene Kirche erbaut, die aber 1951 abgebrochen wurde, da bis 1953 von dem Stuttgarter Architekt Heinz Klatte die heutige Kirche mit östlichem Chorturm erbaut wurde. Der Taufstein ist eine Erinnerung an den Altar der alten Kirche: er ist aus dessen Stein gemeißelt. Der Altar aus Tuffstein hat einen Bildtafel-Aufsatz vom Stuttgarter Kunstmaler Wolf-Dieter Kohler mit Malerei auf Holz: Kreuzigung, Pantokrator, kluge und törichte Jungfrauen; weitere Szenen. Die Kanzel trägt die vier Evangelistensymbole.

#### Kirchengemeinde Gächingen-Lonsingen
Die Kirchengemeinde Gächingen-Lonsingen umfasst den Ortsteile Gächingen und Lonsingen der Gemeinde St. Johann. Die St.-Georgs-Kirche wurde 1275 erstmals erwähnt. Die romanische Wehrkirche mit wehrturmartigem Westturm wurde spätgotisch erweitert, 1619 umgebaut, 1705 und 1757 verändert und erneuert. Dem nach Osten polygonal geschlossenen Saalbau fügt sich ein mächtiger viereckiger Westturm an. Das Glockengeschoss ist von einem achteckig überstehenden Spitzhelm abgedeckt. An der Nordseite befindet sich romanisches Mauerwerk mit kleinen Rundbogenfenstern. Zuletzt gab es 1962–64 sowie 2009 Renovierungen. 1964 schuf der Stuttgarter Künstler Wolf-Dieter Kohler 1964 drei farbverglaste Chorfenster mit den Gleichnis-Themen Barmherziger Samariter, Das große Abendmahl und Verlorener Sohn.
Die Lonsinger Kirche von 1449 wurde abgebrochen, nachdem 1959 vom Münsinger Architekt Fritz Schäuffele die heutige Kirche als Gemeindehaus erbaut war. 1970 wurde vom Reutlinger Architekt Manfred Wizgall die Kirche angebaut.

#### Kirchengemeinde Upfingen
Die Kirchengemeinde Upfingen umfasst den Ortsteil Upfingen der Gemeinde St. Johann. Kirchlich war Upfingen zunächst Filiale von Gächingen. Die spätgotische Marienkirche wurde ab dem Jahr 1448 erbaut und zuletzt 1992 renoviert. Sie war wohl als Wallfahrtskirche geplant, was ihre für den Ort relativ monumentale Erscheinung erklärt, und hat einen gotischen Chor mit Kreuzgewölbe. Im Zuge der Reformation wurde sie 1534 evangelisch. Aus ihrer Frühzeit stammt das Wandbild des Christophorus an der Südwand des Kirchenschiffes und an der Nordwand des Chores eines mit dem Motiv der Schutzmantelmadonna und Jesus Christus. Möglicherweise stammen die Fresken aus der Schule des Malers und Kupferstechers Martin Schongauer. Die kunstvolle Steinmetzarbeit des Taufsteins wird auf die Zeit um 1530 datiert. Er könnte von Christoph von Urach, dem Künstler der Amanduskirche Bad Urach geschaffen sein. Aus der Spätrenaissance um das Jahr 1600 haben sich für süddeutsche Kirchen (evangelisch wie katholisch) sehr seltene Beispiele von Glasmalerei erhalten, nämlich in zwei neuzeitlichen, klarverglasten Fenstern je eine farbige Einlage, aus Resten von Kabinett- oder Wappenscheiben aus dem Jahr 1607 gestaltet. Es ist bisher nicht geklärt, in welcher Beziehung diese Glasmalerei zur Marienkirche Upfingen steht. Stilistisch und glasmaltechnisch könnten diese Scheiben von dem Augsburger Glasmaler Achilles Miller stammen, der 1608 vergleichbare Kunstwerke für die evangelische Dreifaltigkeitskirche Haunsheim geschaffen hat. Die Barockorgel des Orgelbauers Hagemann stammt aus dem Jahr 1777. Die Kirche wurde zuletzt 1992 renoviert.

#### Kirchengemeinde Würtingen
Die Kirchengemeinde Würtingen umfasst den Ortsteil Würtingen der Gemeinde St. Johann und die Staatsdomäne Oberer Lindenhof (Gemeinde Eningen unter Achalm), die durch Bekanntmachung des Oberkirchenrats vom 11. Dezember 1946 von der Kirchengemeinde Eningen unter Achalm (Kirchenbezirk Reutlingen) in die Kirchengemeinde Würtingen umgegliedert wurde.
Die Andreas-Kirche ist seit 1275 in Würtingen bezeugt. Der älteste Teil ist der romanische Chorturm. Romanisch sind die rundbogigen Blendnischen in der Süd- und Nordwand. Die Sakristeitür und der an der Südseite angebrachte „Andreasstein“ sind gotisch. Die älteste Glocke, die Taufglocke, stammt aus dem 14. Jahrhundert und trägt die Namen der vier Evangelisten. In den Taufstein, den Löwenköpfe zieren, ist als Datum der 13. Mai 1534 eingemeißelt. Dieses Datum bezeichnet den Beginn der Reformation in Württemberg, die dem Reformator Ambrosius Blarer übertragen wurde. Der Stein stammt aus der Steinmetzwerkstätte Joseph Schmids und Christophs von Urach. Der Kruzifixus mit spätgotischem Corpus, der Taufstein aus der Frührenaissance und die Brüstungsbilder aus der Zeit nach dem 30-jährigen Krieg stammen noch aus der Vorgängerkirche. Das heutige Kirchenschiff und die Kanzel wurden 1754 fertig gestellt. Die barocken Wandmalereien wurden bei Renovierungsarbeiten im Jahre 1990 „wiederentdeckt“ und in den Jahren 1992 bis 1995 freigelegt und restauriert (Landesdenkmalamt: „Vollkommenheit und Fülle … einer besonders guten Qualität derartiger Ausmalungen aus der Zeit des 18.Jahrhunderts“). Die Künstlerin Heidi Foerster-Freudig gestaltete 1964 das Kanzelfenster in der Südwand mit biblischen Motiven.

#### Kirchengemeinde Sirchingen
Die Kirchengemeinde Sirchingen umfasst den Stadtteil Sirchingen der Stadt Bad Urach. Sirchingen gehörte kirchlich zunächst zu Gächingen. 1449 wurde in Upfingen eine Pfarrei errichtet, zu der auch Sirchingen gehörte und bis heute noch gehört. Die heutige Kirche wurde 1883 erbaut. Dort stand zuvor eine kleinere offene Kapelle, die seit 1496 bezeugt war. Das jetzige Kirchengebäude wurde von dem Stuttgarter Architekt Friedrich Elsäßer, dem Büro- und Bauhüttenleiter von Christian Friedrich von Leins, errichtet. Es hat etwa 60 Sitzplätze und wurde zuletzt im Jahre 1998 renoviert. Das Gemeindehaus wurde 1985 erbaut.

### Kirchengemeinde Zainingen
Die Kirchengemeinde Zainingen umfasst den Ortsteil Zainingen der Gemeinde Römerstein.
Das frühmittelalterliche Baujahr der Martinskirche ist nicht genau bekannt. Am Schlussstein hinter der spätbarock bemalten Chororgel von 1769 ist die Jahreszahl 1494 zu sehen. Bemerkenswert ist die aus dem Jahr 1559 stammende mächtige Kirchhofmauer, deren Bau an der Handelsstraße von Paris nach Prag von Herzog Christoph angeordnet worden war und mit Zugbrücke und der Wehrkirche den durchziehenden Kaufleuten Schutz bot. Dementsprechend befindet sich an der Südwand ein Fresko von Christophorus, dem Schutzpatron der Reisenden, bereits aus dem 15. Jahrhundert. Das originelle Glockengeschoss in der Kirchturmspitze gleicht einem Fachwerkhäuschen, das über die Wehrmauer lugt. Die Kirchenrenovierung von 1908 leitete der später berühmte Architekt Martin Elsaesser.

### Gesamtkirchengemeinde Zwiefalten-Hayingen
Die Gesamtkirchengemeinde Zwiefalten-Hayingen umfasst die Städte Zwiefalten und Hayingen sowie die Ortsteile Geisingen, Huldstetten und Tigerfeld der Gemeinde Pfronstetten. Sie besteht aus den beiden nachfolgenden Kirchengemeinden Hayingen und Zwiefalten.

#### Kirchengemeinde Hayingen
Die Kirchengemeinde Hayingen umfasst die Stadt Hayingen. Hayingen blieb nach der Reformation katholisch. Nach dem Übergang an Württemberg zogen seit dem 19. Jahrhundert auch evangelische Bewohner zu. 1884 wurde eine Filialgemeinde von Zwiefalten gegründet. In Hayingen fanden die evangelischen Gottesdienste zunächst in einem Betsaal im alten Fruchtkasten am Karlsplatz statt. Nach dem Zweiten Weltkrieg wuchs die Gemeinde stark an. 1953 schenkte die Stadt Hayingen der Evangelischen Kirchengemeinde Hayingen eine aus dem 15. Jahrhundert stammende, seit dem 19. Jahrhundert säkularisierte Feldkapelle am Ortsausgang Richtung Indelhausen, die ursprünglich Katharina von Alexandria geweiht war. 1953/54 wurde die Kapelle vom Stuttgarter Architekt Walter Ruff durch Anbau eines Kirchenschiffs mit Sakristei zur Kirche mit etwa 120 Plätzen erweitert. Der Bildhauer Emil Jo Homolka (Königsfeld/Schwarzwald; 1925-2010) schuf 1954 das Kruzifix, der Künstler Rudolf Yelin d. J. die vier kleinen Chor-Rundfenster als Vorbilder im Glauben: Martin von Tours, Erzengel Michael (der Drachenbezwinger), Christophorus sowie Katharina von Alexandrien. 1988 wurde die Kirche grundlegend renoviert. Neben der Kirche hat die Kirchengemeinde Hayingen auch ein Gemeindehaus mit Saal und Jugendräumen, Bücherei und Pfarrerwohnung. Die evangelischen Bewohner des Hayinger Stadtteils Ehestetten gehörten bis 1983 zur Kirchengemeinde Dapfen. Mit Wirkung vom 1. Dezember 1983 wurden sie in die Kirchengemeinde Hayingen umgegliedert.

#### Kirchengemeinde Zwiefalten
Die Kirchengemeinde Zwiefalten umfasst die Stadt Zwiefalten mit den zugehörigen Stadtteilen, die Ortsteile Geisingen, Huldstetten und Tigerfeld der Gemeinde Pfronstetten sowie die Stadtteile Bechingen, Zell und Zwiefaltendorf der Stadt Riedlingen im Landkreis Biberach (die anderen Riedlinger Stadtteile gehören zum Kirchenbezirk Biberach). Das gesamte Gebiet um Zwiefalten blieb nach der Reformation katholisch. Nach dem Übergang an Württemberg Anfang des 19. Jahrhunderts zogen auch evangelische Bewohner zu. 1844 wurde in Zwiefalten eine Pfarrverweserei und 1860 eine eigene Pfarrei errichtet. Die Gottesdienste der Gemeinde finden im Kapitelsaal des Klosters Zwiefalten, der 1668 von Peter Thumb erbaut wurde, statt. Eine eigene Kirche wurde nicht erbaut. 1884 wurde in Hayingen eine Filialgemeinde gegründet, die 1953 ein eigenes Kirchengebäude erhielt und heute mit der Kirchengemeinde Zwiefalten eine Gesamtkirchengemeinde bildet.
Der Zwiefaltener Stadtteil Upflamör wurde erst mit Wirkung vom 1. Dezember 1983 in die Kirchengemeinde Zwiefalten umgegliedert. Zuvor gehörten die evangelischen Bewohner von Upflamör zur Kirchengemeinde Pflummern im Kirchenbezirk Biberach.
Bis 1951 gehörten auch die evangelischen Bewohner von Uigendorf zur Kirchengemeinde Zwiefalten. Durch Bekanntmachung des Oberkirchenrats vom 31. Mai 1951 wurde Uigendorf in den Kirchenbezirk Biberbach umgegliedert und der Kirchengemeinde Riedlingen zugeordnet. Bis 1983 gehörten ferner die evangelischen Bewohner der Gemeinde Emeringen sowie der Obermarchtaler Ortsteile Datthausen und Reutlingendorf zur Kirchengemeinde Zwiefalten. Mit Wirkung vom 1. Dezember 1983 wurden diese in den Kirchenbezirk Blaubeuren umgegliedert und der Kirchengemeinde Munderkingen zugeordnet.

## Archivquellen
- Bestand: Visitationsberichte.   Landeskirchliches Archiv Stuttgart. 1581–1822.   Signatur: A 1.
- Bestand: Kirchenvisitationsakten.   Hauptstaatsarchiv Stuttgart. ca. 1601–1840.   Signatur: A 281.
- Bestand: Ortsakten [mit Digitalisaten der Pfarrbeschreibungen und Pfarrberichte (darin u. a.: Chronik, Filialverhältnisse)].   Landeskirchliches Archiv Stuttgart. ca. 1550–1923.   Signatur: A 29.
- Bestand: Ortsakten [mit Digitalisaten der Pfarrberichte (darin u. a.: Filialverhältnisse)].   Landeskirchliches Archiv Stuttgart. ca. 1924–1966.   Signatur: A 129.
- Bestand: Ortsakten [mit Visitationsberichten].   Landeskirchliches Archiv Stuttgart. ca. 1967–1989.   Signatur: A 229.
- Archivgut: Dekanatsarchive.   Landeskirchliches Archiv Stuttgart.   Signatur: F-Bestände.
- Archivgut: Pfarrarchive.   Landeskirchliches Archiv Stuttgart.   Signatur: G-Bestände.